# マイナビ Laughter Night
『マイナビ Laughter Night』（マイナビ ラフターナイト）はTBSラジオで2015年4月5日未明から放送されているお笑い番組。Paraviでも有料配信を行っている。かつてはTBSオンデマンドでも一部を除き、無料配信での視聴が可能だった。

## 概要
- TBSラジオとしては毎年度ナイターオフシーズンに放送する『ラジオ寄席』を除けば、爆笑問題、くりぃむしちゅー、バナナマン、ラーメンズ、バカリズム、アンジャッシュ、ロンドンブーツ1号2号などを輩出した『赤坂お笑いDOJO[注 1]』以来のお笑い演芸番組となる。番組開始にあたり、これまでの『ライムスター宇多丸のウィークエンド・シャッフル』の放送枠を30分短縮して、新しい30分の放送枠を捻出した。
- この番組は、昨今のお笑い芸人出演のテレビバラエティ番組が増えているのに対し、ネタ見せ番組が少なくなっているという現状の中で、新しい芸人の発掘を至上命令にして、芸歴10年以下の若手芸人を取り上げて、ラジオで持ちネタを披露する「お笑いスター発掘番組」である[6]。また、イベント（公開録音）と番組の放送に加え、YouTubeと多角的に活用した「リスナー投票型の新感覚ラジオ」と銘打っている。
- 当初のタイトルは「Saturday Night Laugh」[7]。2015年7月4日放送分より番組名が「マイナビ Saturday Night Laugh」となり、月間チャンピオンが出演するCMが放送される。
- 2015年10月3日放送分より番組名が「マイナビ Laughter Night」に変更。
- 2017年4月8日（4月7日深夜）放送分から放送時間を土曜 0:00 - 1:00（金曜深夜）に拡大。ナビゲーターが皆川玲奈から伊東楓に交代した。拡大された後半30分については2016年度グランドチャンピオン・空気階段の冠番組「空気階段の踊り場」が放送されていた[8][9]。
- 2020年4月4日（4月3日深夜）放送分から番組ナビゲーターが伊東楓から若林有子に交代した。番組後半の「空気階段の踊り場」は、真空ジェシカによる「真空ジェシカのラジオ父ちゃん」に交代した。
- 2020年6月20日収録分はオンラインライブを実施した[10]。2023年からは毎年1回、大阪でもオンエア争奪ライブを開催している[11]。
- ディレクターの越崎恭平へのインタビューによると「オンエア争奪ライブ自体がオーディションなので、かなり間口を広く受け入れています。ホームページからのエントリー制で、各事務所のマネージャーさんが応募してきますし、フリーランスの芸人さんは自分で送ってきますね。それに加えて、自分（越崎）がお笑いライブに通って、そこで面白かった人に出場を打診するケースもあります」「常連になっている芸人さんもいますね。でも、3〜4回連続でオンエアを逃していても、出てもらっている人もいます」（いずれも要旨）と、この番組の思いを語っている[12]。

## 番組の流れ
- 毎月第4土曜日に昼夜の部合わせて約30組の公開録音によるライブを行い、観客投票上位の芸人が毎週4 - 5組選ばれ、そのネタが放送。
- 放送された5組の芸人からリスナー投票に加え、YouTubeで再生された回数、番組審査員による採点を総合して「今週の一番」を決め、さらにその月で「月間チャンピオン」を決める。
- その後も、月ごとの「月間チャンピオン」を決め、毎年秋にチャンピオンLIVEが行われている[注 2]。

## 放送時間
- 日曜 0:00 - 0:30（土曜深夜）（放送開始 - 2017年4月1日）
- 土曜 0:00 - 1:00（金曜深夜）（2017年4月7日 - ）
  - 2017年1月1日は新春スペシャルとして16:00 - 17:00に放送[注 3]

## 出演者

### ナビゲーター
いずれも、担当の時点ではTBSテレビのアナウンサー。
- 初代：皆川玲奈（放送開始 - 2017年4月1日）
- 第2代：伊東楓（2017年4月8日 - 2020年3月27日）
- 第3代：若林有子（2020年4月3日 - 2023年11月24日）
- 第4代：御手洗菜々（2023年12月1日 - ）

### 番組レギュラー
- 初代：空気階段「空気階段の踊り場」（2017年4月8日 - 2020年3月27日）[注 4]
- 2代：真空ジェシカ「真空ジェシカのラジオ父ちゃん」（2020年4月3日 - 2021年3月26日）[注 5]
- 3代：オズワルド「ほら!ここがオズワルドさんち!」（2021年4月2日[13] - 2022年3月26日）[注 6]
- 4代：金の国「金の国のたまごどんぶり」（2022年4月1日 - 2023年4月1日）[14]
- 5代：サスペンダーズ「サスペンダーズの馬場歩き」（2023年4月8日 - 2024年3月30日）[15]
- 6代：金魚番長「金魚番長のデメキング」（2024年4月6日 - 2025年3月28日）[16]
- 7代：かが屋「かが屋の亀の間」（2025年4月4日-）

## 今週の一番
太字は月間チャンピオン
| 2015年 | 2015年           | 2015年         | 2015年        | 2015年            | 2015年         |
| 月     | 第1週            | 第2週          | 第3週         | 第4週             | 第5週          |
| ------ | ---------------- | -------------- | ------------- | ----------------- | -------------- |
| 4月    | ニューヨーク     | ねじ           | ゆにばーす    | S×L（現：リニア） | -              |
| 5月    | ルシファー吉岡   | ドドん         | ロックス      | ジグザグジギー    | モダンボーイズ |
| 6月    | 湘南デストラーデ | 相席スタート   | エル・カブキ  | モグライダー      | -              |
| 7月    | ヤーレンズ       | 相席スタート   | エル・カブキ  | モグライダー      | -              |
| 8月    | かっぽんかっぽん | ブルーリバー   | ヤーレンズ    | モグライダー      | [ 43 ]         |
| 9月    | メイプル超合金   | ANZEN漫才      | ヤーレンズ    | -                 | -              |
| 10月   | 空気階段         | ねじ           | サツマカワRPG | 巨匠              | [ 53 ]         |
| 11月   | エル・カブキ     | モグライダー   | ドドん        | メイプル超合金    | -              |
| 12月   | 相席スタート     | ジグザグジギー | ラブレターズ  | ヤーレンズ        | -              |

| 2016年 | 2016年           | 2016年                 | 2016年           | 2016年                 | 2016年           |
| 月     | 第1週            | 第2週                  | 第3週            | 第4週                  | 第5週            |
| ------ | ---------------- | ---------------------- | ---------------- | ---------------------- | ---------------- |
| 1月    | ウエストランド   | ギフト☆矢野            | モグライダー     | ルシファー吉岡         | ヤーレンズ       |
| 2月    | ヤーレンズ       | 脳みそ夫               | メルヘン須長     | わらふぢなるお         | -                |
| 3月    | 馬鹿よ貴方は     | ジャイアントジャイアン | ブルーリバー     | 錦鯉                   | -                |
| 4月    | ゆにばーす       | ジグザグジギー         | ジェットカンフル | 阿佐ヶ谷姉妹           | ヤーレンズ       |
| 5月    | 湘南デストラーデ | モグライダー           | カミナリ         | マッハスピード豪速球   | -                |
| 6月    | エル・カブキ     | ゾフィー               | 鬼越トマホーク   | ウエストランド         | -                |
| 7月    | 小森園ひろし     | ジグザグジギー         | わらふぢなるお   | ピーマンズスタンダード | ザ・パーフェクト |
| 8月    | ロビンソンズ     | 猫塾                   | 笑撃戦隊         | [ 106 ]                | -                |
| 9月    | エル・カブキ     | 空気階段               | アイロンヘッド   | トンツカタン           | -                |
| 10月   | [ 112 ]          | [ 113 ]                | [ 114 ]          | [ 115 ]                | [ 116 ]          |
| 11月   | まんじゅう大帝国 | ルシファー吉岡         | パーパー         | 廣瀬優                 | -                |
| 12月   | エル・カブキ     | モグライダー           | ペンギンズ       | すっきりソング         | -                |

| 2017年 | 2017年           | 2017年               | 2017年           | 2017年               | 2017年       |
| 月     | 第1週            | 第2週                | 第3週            | 第4週                | 第5週        |
| ------ | ---------------- | -------------------- | ---------------- | -------------------- | ------------ |
| 1月    | エル・カブキ     | やさしいズ           | ペンギンズ       | すっきりソング       | -            |
| 2月    | 空気階段         | マツモトクラブ       | ニュークレープ   | エル・カブキ         | -            |
| 3月    | エル・カブキ     | Aマッソ              | まんじゅう大帝国 | トーキョーハコクラブ | -            |
| 4月    | 紺野ぶるま       | ネルソンズ           | ロビンソンズ     | ななまがり           | -            |
| 5月    | コマンダンテ     | カントリーズ         | だーりんず       | すゑひろがりず       | -            |
| 6月    | ヤーレンズ       | ゾフィー             | まんじゅう大帝国 | モグライダー         | 錦鯉         |
| 7月    | ロビンソンズ     | コマンダンテ         | すっきりソング   | Aマッソ              | -            |
| 8月    | 湘南デストラーデ | 街裏ぴんく           | ウエストランド   | 真空ジェシカ         | -            |
| 9月    | 虹の黄昏         | ナイチンゲールダンス | 岡野陽一         | わらふぢなるお       | ジェラードン |
| 10月   | [ 173 ]          | [ 174 ]              | [ 175 ] [ 176 ]  | [ 177 ]              | -            |
| 11月   | いるかパンチ     | うるとらブギーズ     | ゾフィー         | 街裏ぴんく           | -            |
| 12月   | エル・カブキ     | ゆにばーす           | シンクロニシティ | わらふぢなるお       | ガクヅケ     |

| 2018年 | 2018年                 | 2018年         | 2018年                     | 2018年                     | 2018年         |
| 月     | 第1週                  | 第2週          | 第3週                      | 第4週                      | 第5週          |
| ------ | ---------------------- | -------------- | -------------------------- | -------------------------- | -------------- |
| 1月    | トンツカタン           | ロングロング   | やさしいズ                 | 岡野陽一                   | -              |
| 2月    | レインボー             | 東京ホテイソン | 紺野ぶるま                 | ミヤシタガク               | -              |
| 3月    | マッハスピード豪速球   | ロビンソンズ   | まんじゅう大帝国           | 馬鹿よ貴方は               | フランスピアノ |
| 4月    | ディープインパクト仲松 | ぐりんぴーす   | やさしいズ                 | 笑撃戦隊                   | -              |
| 5月    | 魔族                   | ガクヅケ       | 魔人無骨（現：令和ロマン） | ペコリーノ                 | -              |
| 6月    | きつね                 | 真空ジェシカ   | Aマッソ                    | まんじゅう大帝国           | クルスパッチ   |
| 7月    | ネルソンズ             | ハナコ         | わらふぢなるお             | ナイチンゲールダンス       | -              |
| 8月    | 虹の黄昏               | ななまがり     | アイロンヘッド             | 魔人無骨（現：令和ロマン） | 大自然         |
| 9月    | エル・カブキ           | 吉住           | 街裏ぴんく                 | ウエストランド             | -              |
| 10月   | [ 237 ]                | [ 238 ]        | [ 239 ] [ 240 ]            | [ 241 ]                    | -              |
| 11月   | エル・カブキ           | トム・ブラウン | まんじゅう大帝国           | 街裏ぴんく                 | -              |
| 12月   | キュウ                 | 真空ジェシカ   | ダンビラムーチョ           | 侍スライス                 | -              |

| 2019年 | 2019年               | 2019年               | 2019年         | 2019年               | 2019年         |
| 月     | 第1週                | 第2週                | 第3週          | 第4週                | 第5週          |
| ------ | -------------------- | -------------------- | -------------- | -------------------- | -------------- |
| 1月    | ナイチンゲールダンス | トム・ブラウン       | ななまがり     | オズワルド           | -              |
| 2月    | わらふぢなるお       | かが屋               | キュウ         | ゾフィー             | -              |
| 3月    | 街裏ぴんく           | 4000年に一度咲く金指 | 徳原旅行       | ギフト☆矢野          | アントワネット |
| 4月    | 真空ジェシカ         | トンツカタン         | モグライダー   | 侍スライス           | -              |
| 5月    | エル・カブキ         | オズワルド           | 宮下草薙       | ママタルト           | 大自然         |
| 6月    | ザ・マミィ           | 真空ジェシカ         | 宮下草薙       | ジャパネーズ         | -              |
| 7月    | Gパンパンダ          | 納言                 | ロビンソンズ   | 錦鯉                 | -              |
| 8月    | きしたかの           | ゾフィー             | 納言           | オズワルド           | ネコニスズ     |
| 9月    | 徳原旅行             | ネルソンズ           | ママタルト     | 納言                 | -              |
| 10月   | エル・カブキ         | 岡野陽一             | 真空ジェシカ   | ナイチンゲールダンス | -              |
| 11月   | ファイヤーサンダー   | ヤーレンズ           | ヒコロヒー     | ガクヅケ             | [ 310 ]        |
| 12月   | [ 311 ]              | ラランド             | わらふぢなるお | しんぼる             | -              |

| 2020年 | 2020年           | 2020年               | 2020年               | 2020年             | 2020年          |
| 月     | 第1週            | 第2週                | 第3週                | 第4週              | 第5週           |
| ------ | ---------------- | -------------------- | -------------------- | ------------------ | --------------- |
| 1月    | ザ・パーフェクト | ヤーレンズ           | くらげ               | ぼる塾             | ママタルト      |
| 2月    | ザ・マミィ       | たまゆら学園         | 錦鯉                 | ママタルト         | -               |
| 3月    | エル・カブキ     | オズワルド           | そいつどいつ         | [ 331 ]            | -               |
| 4月    | シンクロニシティ | カラタチ             | コル                 | シシガシラ         | -               |
| 5月    | [ 337 ]          | [ 338 ]              | [ 339 ]              | [ 340 ]            | [ 341 ]         |
| 6月    | [ 342 ]          | [ 343 ]              | [ 344 ]              | [ 345 ]            | -               |
| 7月    | ザ・マミィ       | 令和ロマン           | 蛙亭                 | ママタルト         | 世間知らズ      |
| 8月    | TCクラクション   | ファイヤーサンダー   | スーパーニュウニュウ | ヒコロヒー         | -               |
| 9月    | 演芸おんせん     | 吉住                 | サスペンダーズ       | にくだわら         | -               |
| 10月   | きしたかの       | ザ・マミィ           | スーパーニュウニュウ | レインボー         | [ 367 ] [ 368 ] |
| 11月   | [ 369 ]          | ナイチンゲールダンス | ママタルト           | サスペンダーズ     | -               |
| 12月   | 忘れる。         | 男性ブランコ         | シシガシラ           | ネイチャーバーガー | -               |

| 2021年 | 2021年         | 2021年             | 2021年         | 2021年           | 2021年       |
| 月     | 第1週          | 第2週              | 第3週          | 第4週            | 第5週        |
| ------ | -------------- | ------------------ | -------------- | ---------------- | ------------ |
| 1月    | さんだる       | ファイヤーサンダー | ガクヅケ       | キュウ           | -            |
| 2月    | 演芸おんせん   | 野田ちゃん         | ママタルト     | 錦鯉             | -            |
| 3月    | 令和ロマン     | シンクロニシティ   | サスペンダーズ | 魔族             | -            |
| 4月    | きしたかの     | 9番街レトロ        | 金の国         | TCクラクション   | 男性ブランコ |
| 5月    | 青色1号        | そいつどいつ       | ゼンモンキー   | 演芸おんせん     | -            |
| 6月    | サスペンダーズ | サツマカワRPG      | ぽんぽこ       | まんじゅう大帝国 | -            |
| 7月    | Gパンパンダ    | ファイヤーサンダー | 森本サイダー   | 金の国           | きしたかの   |
| 8月    | 演芸おんせん   | 納言               | ザ・マミィ     | オドるキネマ     | -            |
| 9月    | [ 421 ]        | [ 422 ]            | [ 423 ]        | [ 424 ]          | -            |
| 10月   |                |                    |                |                  |              |
| 11月   | モシモシ       | ストレッチーズ     | サツマカワRPG  | アンコウズ       | -            |
| 12月   | ヤーレンズ     | 演芸おんせん       | ママタルト     | 10億円           | -            |

| 2022年 | 2022年               | 2022年          | 2022年          | 2022年                 | 2022年  |
| 月     | 第1週                | 第2週           | 第3週           | 第4週                  | 第5週   |
| ------ | -------------------- | --------------- | --------------- | ---------------------- | ------- |
| 1月    | パルテノンモード     | ガクヅケ        | にぼしいわし    | ストレッチーズ         | -       |
| 2月    |                      |                 |                 |                        |         |
| 3月    |                      |                 |                 |                        |         |
| 4月    | スーパーニュウニュウ | ストレッチーズ  | サノライブ      | パンプキンポテトフライ | -       |
| 5月    | サスペンダーズ       | ケビンス        | 竹内ズ          | きしたかの             | -       |
| 6月    | 小仲くん             | ヤーレンズ      | シシガシラ      | ラパルフェ             | -       |
| 7月    | レインボー           | ダニエルズ      | 大自然          | ヨネダ2000             | [ 460 ] |
| 8月    | きしたかの           | 10億円          | 令和ロマン      | 怪奇!YesどんぐりRPG    | -       |
| 9月    | 青色1号              | 竹内ズ          | TCクラクション  | 令和ロマン             | [ 471 ] |
| 10月   | [ 472 ] [ 473 ]      | [ 474 ] [ 475 ] | [ 476 ] [ 477 ] | [ 478 ]                | [ 479 ] |
| 11月   | まんじゅう大帝国     | 金魚番長        | さすらいラビー  | 青色1号                | -       |
| 12月   | ストレッチーズ       | ママタルト      | 春とヒコーキ    | マタンゴ               | [ 490 ] |

| 2023年 | 2023年               | 2023年               | 2023年               | 2023年                 | 2023年  |
| 月     | 第1週                | 第2週                | 第3週                | 第4週                  | 第5週   |
| ------ | -------------------- | -------------------- | -------------------- | ---------------------- | ------- |
| 1月    | きしたかの           | 元祖いちごちゃん     | TCクラクション       | 永田敬介               | -       |
| 2月    | フランスピアノ       | 怪奇!YesどんぐりRPG  | 青色1号              | ハチカイ               | -       |
| 3月    | 10億円               | ストレッチーズ       | 素敵じゃないか       | 太陽の小町             | [ 506 ] |
| 4月    | 涼風                 | 鬼としみちゃむ       | ダブルヒガシ         | もも                   | -       |
| 5月    | マルセイユ           | ブリキカラス         | ママタルト           | TCクラクション         | -       |
| 6月    | ナイチンゲールダンス | 都トム               | ストレッチーズ       | ガクヅケ               |         |
| 7月    | ケビンス             | ポンループ           | シンクロニシティ     | レインマンズ           |         |
| 8月    | 令和ロマン           | ツンツクツン万博     | スーパーニュウニュウ | パンプキンポテトフライ |         |
| 9月    | 太陽の小町           | ナイチンゲールダンス | キャプテンバイソン   | センチネル             |         |
| 10月   | サルベース           | スーパーニュウニュウ | 金澤TKCファクトリー  | SHUNSUKE               |         |
| 12月   | エバース             | 青色1号              | 十九人               | センチネル             |         |

| 2024年 | 2024年         | 2024年         | 2024年               | 2024年                 | 2024年         |
| 月     | 第1週          | 第2週          | 第3週                | 第4週                  | 第5週          |
| ------ | -------------- | -------------- | -------------------- | ---------------------- | -------------- |
| 1月    | 江戸マリー     | 豆鉄砲         | ダイヤモンド         | まんじゅう大帝国       | -              |
| 2月    | センチネル     | スタミナパン   | シンクロニシティ     | キャプテンバイソン     | -              |
| 3月    | 真輝志         | 三遊間         | イノシカチョウ       | ぎょうぶ               | ジョックロック |
| 4月    | さすらいラビー | 素敵じゃないか | かが屋               | 徳原旅行               | -              |
| 5月    | ド桜           | 春とヒコーキ   | バローズ             | 本多スイミングスクール | -              |
| 6月    | ゼロカラン     | 9番街レトロ    | ママタルト           | 人間横丁               | -              |
| 7月    | 家族チャーハン | かが屋         | どくさいスイッチ企画 | ナイチンゲールダンス   | -              |
| 8月    | ポテトカレッジ | ストレッチーズ | 無尽蔵               | 豆鉄砲                 | -              |
| 9月    | 徳原旅行       | 炭酸水         | 元祖いちごちゃん     | ガクヅケ               | -              |
| 10月   | ぎょねこ       | めぞん         | 豆鉄砲               | シンクロニシティ       | -              |
| 12月   | 家族チャーハン | ガクヅケ       | ぎょねこ             | おミュータンツ         | -              |

| 2025年 | 2025年         | 2025年               | 2025年     | 2025年           | 2025年 |
| 月     | 第1週          | 第2週                | 第3週      | 第4週            | 第5週  |
| ------ | -------------- | -------------------- | ---------- | ---------------- | ------ |
| 1月    | 太鵬           | センチネル           | 世間知らズ | シンクロニシティ | -      |
| 2月    | 江戸マリー     | 今夜も星が綺麗       | ベルナルド | まんじゅう大帝国 | -      |
| 3月    | 三遊間         | 涼風                 | 例えば炎   | 翠星チークダンス | -      |
| 4月    | イチゴ         | スパイシーガーリック | めぞん     | ド桜             | -      |
| 5月    | おおぞらモード | ミカボ               | 無尽蔵     | オフローズ       | -      |
| 6月    | アリハガ       | ピュート             | ママタルト | おミュータンツ   | -      |
| 7月    | フランスピアノ | まんじゅう大帝国     | 伝書鳩     | ザ・マミィ       | -      |
| 8月    | -              |                      |            |                  |        |

## OA内容

### 2015年
| 月   | 週    | 出演者                                                                                       |
| ---- | ----- | -------------------------------------------------------------------------------------------- |
| 4月  | 第1週 | 座敷ボウラー、ニューヨーク、笑撃戦隊、やさしいズ、新宿カウボーイ                             |
| 4月  | 第2週 | ベイビーギャング、ねじ、GAG少年楽団、おかずクラブ、サンシャイン池崎                          |
| 4月  | 第3週 | ゆにばーす、ネコニスズ、横澤夏子、ピーマンズスタンダード、リンゴスター                       |
| 4月  | 第4週 | ソフトアタッチメント、すごい論、トンツカタン、トムソーヤ、S×L                                |
| 5月  | 第1週 | ブルーセレブ、クロヤギ、勝又、ルシファー吉岡、いぬ                                           |
| 5月  | 第2週 | ドドん、コーヒールンバ、ホシカワ、さくらエビ、相席スタート                                   |
| 5月  | 第3週 | ゆにばーす、ツィンテル、ソフトアタッチメント、西村、ロックス                                 |
| 5月  | 第4週 | 笑撃戦隊、やさしいズ、まじかる☆あやか、馬鹿よ貴方は、ジグザグジギー                          |
| 5月  | 第5週 | モダンボーイズ、S×L、どろんこボーイ、横澤夏子、くるくる                                      |
| 6月  | 第1週 | ラフレクラン、わらふぢなるお、湘南デストラーデ、テゴネハンバーグ、巨匠                       |
| 6月  | 第2週 | ブルーリバー、相席スタート、コーヒールンバ、さらば青春の光、ピスタチオ、ジグザグジギー       |
| 6月  | 第3週 | ベイビーギャング、ザンゼンジ、ゆにばーす、エル・カブキ、ルシファー吉岡                       |
| 6月  | 第4週 | ドドん、ホシカワ、おかずクラブ、鬼越トマホーク、モグライダー                                 |
| 7月  | 第1週 | 新宿カウボーイ、コーヒールンバ、ヤーレンズ、トンツカタン、ニューヨーク                       |
| 7月  | 第2週 | ドリーマーズ、ガーデン砂漠、ゆにばーす、相席スタート、ジグザグジギー                         |
| 7月  | 第3週 | ボーイフレンド、ねじ、メイプル超合金、エル・カブキ、ザンゼンジ                               |
| 7月  | 第4週 | ブルーリバー、スパイク、ピーマンズスタンダード、ドドん、モグライダー                         |
| 8月  | 第1週 | 田畑藤本、ルシファー吉岡、ダイタク、かっぽんかっぽん、笑撃戦隊                               |
| 8月  | 第2週 | ブルーリバー、ボーイフレンド、ねじ、勝又、ANZEN漫才                                          |
| 8月  | 第3週 | ヤーレンズ、ホシカワ、ゆにばーす、湘南デストラーデ、相席スタート                             |
| 8月  | 第4週 | ピーマンズスタンダード、ザンゼンジ、モグライダー、わらふぢなるお、ジグザグジギー             |
| 8月  | 第5週 | タイムマシーン3号、ラバーガール、オジンオズボーン、POISON GIRL BAND、鬼ヶ島                  |
| 9月  | 第1週 | ラフレクラン、馬鹿よ貴方は、ルシファー吉岡、メイプル超合金、わらふぢなるお                   |
| 9月  | 第2週 | ジェットカンフル、トンツカタン、鬼越トマホーク、ねじ、ホシカワ、ANZEN漫才                    |
| 9月  | 第3週 | ヤーレンズ、ロビンソンズ、サツマカワRPG、エル・カブキ、ニューヨーク                          |
| 10月 | 第1週 | シャイニングスターズ、ロビンソンズ、松尾アトム前派出所、勝又、空気階段                       |
| 10月 | 第2週 | 田畑藤本、ねじ、ホシカワ、ヤングウッズ、だーりんず                                           |
| 10月 | 第3週 | ドリーマーズ、サツマカワRPG、ジェラードン、平野ノラ、わらふぢなるお                          |
| 10月 | 第4週 | 鬼越トマホーク、ミヤシタガク、猫塾、ギフト☆矢野、巨匠                                        |
| 10月 | 第5週 | うしろシティ、ナイツ                                                                         |
| 11月 | 第1週 | ヤーレンズ、カラフルトランプ、脳みそ夫、エル・カブキ、GAG少年楽団                            |
| 11月 | 第2週 | わらふぢなるお、猫塾、ブルーリバー、かっぽんかっぽん、モグライダー                           |
| 11月 | 第3週 | シャイニングスターズ、サンシャイン、ドドん、ジグザグジギー、S×L                              |
| 11月 | 第4週 | ランパンプス、シティホテル3号室、パニーニ、ルシファー吉岡、メイプル超合金                    |
| 12月 | 第1週 | ソフトアタッチメント、ルシファー吉岡、ジャイアントジャイアン、巨匠、相席スタート             |
| 12月 | 第2週 | S×L、横澤夏子、だーりんず、シャイニングスターズ、ジグザグジギー                              |
| 12月 | 第3週 | ピーマンズスタンダード、わらふぢなるお、ゆにばーす、馬鹿よ貴方は、エル・カブキ、ラブレターズ |
| 12月 | 第4週 | ダイタク、湘南デストラーデ、ロビンソンズ、モグライダー、ヤーレンズ                           |

### 2016年
| 月   | 週    | 出演者                                                                                                  |
| ---- | ----- | --- |
| 1月  | 第1週 | ダンビラムーチョ、カラフルトランプ、ウエストランド、俺はゴミじゃない、ゆにばーす                        |
| 1月  | 第2週 | 魂ず、わらふぢなるお、ピーマンズスタンダード、相席スタート、ギフト☆矢野                                 |
| 1月  | 第3週 | モグライダー、ミヤシタガク、ドドん、タモンズ、空気階段                                                  |
| 1月  | 第4週 | ストレッチーズ、ルシファー吉岡、パンダユナイテッド、マッハスピード豪速球、鬼越トマホーク                |
| 1月  | 第5週 | ヤーレンズ、パーマ大佐、ジグザグジギー、横澤夏子、ジャイアントジャイアン                                |
| 2月  | 第1週 | エル・カブキ、ロビンソンズ、ギフト☆矢野、トンツカタン、ヤーレンズ                                       |
| 2月  | 第2週 | 錦鯉、脳みそ夫、ペンギンズ、ねじ、ヨコハマホームラン                                                    |
| 2月  | 第3週 | シャイニングスターズ、空気階段、メルヘン須長、ぺこぱ、ANZEN漫才、ルシファー吉岡                         |
| 2月  | 第4週 | ブルーリバー、湘南デストラーデ、ミヤシタガク、ジャイアントジャイアン、わらふぢなるお                    |
| 3月  | 第1週 | エル・カブキ、メカイノウエ、ぐりんぴーす、馬鹿よ貴方は、ボーイフレンド                                  |
| 3月  | 第2週 | ジャイアントジャイアン、サツマカワRPG、ベティ、モグライダー、浜辺のウルフ                               |
| 3月  | 第3週 | カントリーズ、松尾アトム前派出所、まっかちん、わらふぢなるお、ブルーリバー                              |
| 3月  | 第4週 | 井下好井、伊村製作所、ルシファー吉岡、ロビンソンズ、錦鯉                                                |
| 4月  | 第1週 | ぺこぱ、タブレット純、ゆにばーす、シンプル、ピーマンズスタンダード                                      |
| 4月  | 第2週 | オナジミチ、ミヤシタガク、錦鯉、ドリーマーズ、ジグザグジギー                                            |
| 4月  | 第3週 | ジェットカンフル、ロビンソンズ、たぬきごはん、井下好井、ルシファー吉岡                                  |
| 4月  | 第4週 | エル・カブキ、ニュークレープ、マツモトクラブ、ネルソンズ、阿佐ヶ谷姉妹                                  |
| 4月  | 第5週 | ヤーレンズ、大黒天、大福、ANZEN漫才、空気階段                                                           |
| 5月  | 第1週 | 湘南デストラーデ、ネコニスズ、ADVANCE、ハルカラ、馬鹿よ貴方は、わらふぢなるお                           |
| 5月  | 第2週 | かつおぶし、ロビンソンズ、TEAM BANANA、さくらエビ、モグライダー、ニュークレープ                         |
| 5月  | 第3週 | ジャイアントジャイアン、ゾフィー、ザ・フライ、カミナリ、ななまがり、エル・カブキ                        |
| 5月  | 第4週 | インディアンス、ぐりんぴーす、リンゴスター、ルシファー吉岡、ザ・パーフェクト、マッハスピード豪速球      |
| 6月  | 第1週 | ぺこぱ、小森園ひろし、エル・カブキ、シティホテル3号室、ブルーセレブ                                     |
| 6月  | 第2週 | アイロンヘッド、ギフト☆矢野、モグライダー、ゾフィー、ドドん                                             |
| 6月  | 第3週 | タイムボム、もりせいじゅ、カミナリ、ヒコロヒー、だーりんず、鬼越トマホーク                              |
| 6月  | 第4週 | シンプル、コーヒールンバ、インディアンス、ルシファー吉岡、ウエストランド                                |
| 7月  | 第1週 | ジャイアントジャイアン、ななまがり、コル、小森園ひろし、ヤーレンズ                                      |
| 7月  | 第2週 | TEAM BANANA、ジグザグジギー、カミナリ、ニュークレープ、脳みそ夫                                         |
| 7月  | 第3週 | さらば青春の光、シマッシュレコード、ルシファー吉岡、ぐりんぴーす、わらふぢなるお                        |
| 7月  | 第4週 | ラフレクラン、ふぇありーきっす。、ロビンソンズ、ボーイフレンド、ピーマンズスタンダード                  |
| 7月  | 第5週 | アイロンヘッド、ガッチキール、コンパス、マッハスピード豪速球、ザ・パーフェクト                          |
| 8月  | 第1週 | ヨコハマホームラン、タブレット純、ななまがり、モグライダー、ロビンソンズ                                |
| 8月  | 第2週 | インデペンデンスデイ、メカイノウエ、ルシファー吉岡、猫塾、ねじ                                          |
| 8月  | 第3週 | 田畑藤本、ジグザグジギー、TEAM近藤、笑激戦隊、ハッピーエンド                                            |
| 8月  | 第4週 | タイムマシーン3号、エレファントジョン、ハリウッドザコシショウ、ピーマンズスタンダード、オジンオズボーン |
| 9月  | 第1週 | エル・カブキ、ザ・ツイスターズ、ANZEN漫才、かつおぶし、サルゴリラ、プラスワン                           |
| 9月  | 第2週 | 馬稼業、ジグザグジギー、ぺこぱ、TEAM近藤、ジャイアントジャイアン、空気階段                              |
| 9月  | 第3週 | ロングロング、ハッピーエンド、ドリーマーズ、ルシファー吉岡、アイロンヘッド、ロビンソンズ                |
| 9月  | 第4週 | タモンズ、トンツカタン、モグライダー、マザーテラサワ、わらふぢなるお                                    |
| 10月 | 第3週 | 空気階段、ウエストランド、ヤーレンズ                                                                    |
| 10月 | 第4週 | ラブレターズ、ピーマンズスタンダード、ゆにばーす、ロビンソンズ                                          |
| 10月 | 第5週 | エル・カブキ、わらふぢなるお、錦鯉、ナイツ                                                              |
| 11月 | 第1週 | ふぇありーきっす。、ノオト、まんじゅう大帝国、シンプル、ギフト☆矢野                                     |
| 11月 | 第2週 | インディアンス、男性ブランコ、ぺこぱ、フレンチぶる、ルシファー吉岡                                      |
| 11月 | 第3週 | ダイタク、サツマカワRPG、インデペンデンスデイ、ゴッホ向井ブルー、ザ・パーフェクト、パーパー             |
| 11月 | 第4週 | シャイニングスターズ、廣瀬優、ゾフィー、ぐりんぴーす、ANZEN漫才、リニア                                 |
| 12月 | 第1週 | 鬼越トマホーク、三福エンターテイメント、ドドん、ハナコ、エル・カブキ                                    |
| 12月 | 第2週 | 魂ず、廣瀬優、まめのき、わらふぢなるお、モグライダー                                                    |
| 12月 | 第3週 | 湘南デストラーデ、アナクロニスティック、ホタテーズ、ペンギンズ、ニュークレープ、ヤーレンズ              |
| 12月 | 第4週 | すゑひろがりず、キズマシーン、ルシファー吉岡、すっきりソング、ロビンソンズ                              |

### 2017年
| 月   | 週    | 出演者 |
| ---- | ----- | --- |
| 1月  | 第1週 | ジャイアントジャイアン、ゴッホ向井ブルー、TEAM BANANA、わらふぢなるお、エル・カブキ、だーりんず                  |
| 1月  | 第2週 | ヤーレンズ、はなしょー、TEAM近藤、コル、ハッピーエンド、やさしいズ                                               |
| 1月  | 第3週 | ダンシングヒーロー、アイロンヘッド、ルシファー吉岡、新作のハーモニカ、ななまがり、ペンギンズ                     |
| 1月  | 第4週 | ゆにばーす、シティホテル3号室、真空ジェシカ、パーパー、すっきりソング、ロビンソンズ                              |
| 2月  | 第1週 | まっかちん、キズマシーン、モグライダー、ヒコロヒー、空気階段                                                     |
| 2月  | 第2週 | 井下好井、サメゾンビ、XXCLUB、マツモトクラブ、タイムボム                                                         |
| 2月  | 第3週 | 全力じじぃ、わらふぢなるお、マヂカルラブリー、ルシファー吉岡、ニュークレープ                                     |
| 2月  | 第4週 | エル・カブキ、マッハスピード豪速球、マカロン、脳みそ夫、コーヒールンバ                                           |
| 3月  | 第1週 | インデペンデンスデイ、サンシャイン、エル・カブキ、卯月、パーマ大佐                                               |
| 3月  | 第2週 | Aマッソ、浜村凡平、ぐりんぴーす、ネルソンズ、錦鯉                                                                |
| 3月  | 第3週 | フカミドリ、ロビンソンズ、ふみつけ大将軍、ラフレクラン、まんじゅう大帝国                                         |
| 3月  | 第4週 | すっきりソング、男性ブランコ、お見送り芸人しんいち、猫塾、街裏ぴんく、トーキョーハコクラブ                       |
| 4月  | 第1週 | エル・カブキ、廣瀬優、はなしょー、ねじ、紺野ぶるま                                                               |
| 4月  | 第2週 | ジャイアントジャイアン、サメゾンビ、サツマカワRPG、マカロン、ネルソンズ                                          |
| 4月  | 第3週 | ロングロング、フレンチぶる、ギフト☆矢野、ドドん、ロビンソンズ                                                    |
| 4月  | 第4週 | トム・ブラウン、ルシファー吉岡、わらふぢなるお、おとぎばなし、ななまがり                                         |
| 5月  | 第1週 | コマンダンテ、サメゾンビ、マザーテラサワ、ペッパーボーイズ、卯月                                                 |
| 5月  | 第2週 | マカロン、ハナコ、センターうるし、ペコリーノ、カントリーズ                                                       |
| 5月  | 第3週 | マドンナ、サツマカワRPG、だーりんず、エル・カブキ、ニュークレープ                                                |
| 5月  | 第4週 | ザ・パーフェクト、シティホテル3号室、わたなべるんるん、ロビンソンズ、すゑひろがりず、アナクロニスティック        |
| 6月  | 第1週 | インディアンス、ヤーレンズ、マッハスピード豪速球、エル・カブキ                                                   |
| 6月  | 第2週 | 新作のハーモニカ、松尾アトム前派出所、鬼越トマホーク、ゾフィー、わらふぢなるお                                   |
| 6月  | 第3週 | ぺこぱ、サンシャイン、紺野ぶるま、ムニムニヤエバ、まんじゅう大帝国                                               |
| 6月  | 第4週 | フランスピアノ、かつおぶし、脳みそ夫、ベーコン、モグライダー                                                     |
| 6月  | 第5週 | フカミドリ、TEAM近藤、アマレス兄弟、錦鯉、フレンチぶる                                                           |
| 7月  | 第1週 | ナイチンゲールダンス、くるくる、ゆーびーむ☆、ネルソンズ、ロビンソンズ                                            |
| 7月  | 第2週 | ジャイアントジャイアン、パーパー、マカロン、フレンチぶる、コマンダンテ                                           |
| 7月  | 第3週 | キンボシ、オーストラリア、田畑藤本、わらふぢなるお、すっきりソング                                               |
| 7月  | 第4週 | バーニーズ、うるとらブギーズ、ロングロング、アイロンヘッド、Aマッソ                                              |
| 8月  | 第1週 | ホタテーズ、ネコニスズ、リクロジー、湘南デストラーデ、トンツカタン                                               |
| 8月  | 第2週 | ゆにばーす、ニュークレープ、まめのき、卯月、街裏ぴんく                                                           |
| 8月  | 第3週 | バベル、パーパー、シマッシュレコード、Aマッソ、ウエストランド                                                    |
| 8月  | 第4週 | ラフレクラン、ロビンソンズ、ザ・パーフェクト、矢野号、真空ジェシカ                                               |
| 9月  | 第1週 | タイムマシーン3号、ラバーガール、ピーマンズスタンダード、チョコレートプラネット、虹の黄昏                        |
| 9月  | 第2週 | ナイチンゲールダンス、Groovy Rubbish、フランスピアノ、俺はゴミじゃない、モグライダー                             |
| 9月  | 第3週 | まんぷくフーフー、サツマカワRPG、ドドん、男性ブランコ、岡野陽一                                                  |
| 9月  | 第4週 | こゝろ、浜村凡平、ダイタク、わらふぢなるお、ダンシングヒーロー                                                   |
| 9月  | 第5週 | フカミドリ、ジェラードン、新作のハーモニカ、ロマン峠、錦鯉                                                       |
| 10月 | 第3週 | 空気階段、やさしいズ、ロビンソンズ、まんじゅう大帝国、ななまがり、湘南デストラーデ、ルシファー吉岡、カントリーズ |
| 10月 | 第4週 | ペンギンズ、岡野陽一、エル・カブキ、アルコ＆ピース                                                               |
| 11月 | 第1週 | ぺこぱ、ニュークレープ、わらふぢなるお、ネコニスズ、江戸川キャデラック、いるかパンチ                             |
| 11月 | 第2週 | パニーニ、だーりんず、石出奈々子、ヤーレンズ、うるとらブギーズ                                                   |
| 11月 | 第3週 | アントワネット、ゾフィー、ぼっけもん、きしたかの、卯月                                                           |
| 11月 | 第4週 | TEAM BANANA、カカロニ、街裏ぴんく、フレンチぶる、や団                                                            |
| 12月 | 第1週 | マカロン、サツキ、完熟フレッシュ、エル・カブキ、いるかパンチ                                                     |
| 12月 | 第2週 | まんじゅう大帝国、ロングロング、マツモトクラブ、アマレス兄弟、ゆにばーす                                         |
| 12月 | 第3週 | ザ・パーフェクト、紺野ぶるま、ふみつけ大将軍、シンクロニシティ、ななまがり                                       |
| 12月 | 第4週 | 鬼越トマホーク、たぬきごはん、わらふぢなるお、レインボー、街裏ぴんく                                             |
| 12月 | 第5週 | さすらいラビ―、キズマシーン、馬鹿よ貴方は、いい塩梅、ガクヅケ                                                    |

### 2018年
| 月   | 週    | 出演者                                                                               |
| ---- | ----- | ------------------------------------------------------------------------------------ |
| 1月  | 第1週 | ばくれつパンダ、ザ・バーティーズ、ダンビラムーチョ、トンツカタン、フカミドリ         |
| 1月  | 第2週 | まんじゅう大帝国、ロングロング、リボンズ、街裏ぴんく、すっきりソング                 |
| 1月  | 第3週 | セバスチャン、ヤーレンズ、ネコニスズ、やさしいズ、真空ジェシカ                       |
| 1月  | 第4週 | サツキ、ペコリーノ、ぐりんぴーす、岡野陽一、モグライダー                             |
| 2月  | 第1週 | マカロン、ファイヤーサンダー、まとばゆう、エル・カブキ、レインボー                   |
| 2月  | 第2週 | 東京ホテイソン、Gパンパンダ、ヤーレンズ、ガール座、廣瀬優                            |
| 2月  | 第3週 | 宮下草薙、ギフト☆矢野、ニュークレープ、キズナ、紺野ぶるま                            |
| 2月  | 第4週 | マドンナ、ミヤシタガク、わらふぢなるお、錦鯉、どんぐりパワーズ                       |
| 3月  | 第1週 | ネコニスズ、マッハスピード豪速球、コマンダンテ、カカロニ、キズナ                     |
| 3月  | 第2週 | ニダンギア、キュウ、ネルソンズ、浜村凡平、ロビンソンズ                               |
| 3月  | 第3週 | バニラボックス、きしたかの、マザー・テラサワ、卯月、まんじゅう大帝国                 |
| 3月  | 第4週 | ヤマダイラー、サメゾンビ、馬鹿よ貴方は、うるとらブギーズ、フカミドリ                 |
| 3月  | 第5週 | ナイチンゲールダンス、3時のヒロイン、クルスパッチ、フランスピアノ、ニュークレープ    |
| 4月  | 第1週 | 四千頭身、ディープインパクト仲松、エル・カブキ、XXCLUB、ななまがり                   |
| 4月  | 第2週 | カカロニ、馬鹿よ貴方は、ぐりんぴーす、サンシャイン、中村涼子                         |
| 4月  | 第3週 | たぬきごはん、サツマカワRPG、バベル、やさしいズ、魔族                                |
| 4月  | 第4週 | フカミドリ、ガーデン砂漠、キズナ、ミヤシタガク、笑撃戦隊                             |
| 5月  | 第1週 | さすらいラビ―、男性ブランコ、エル・カブキ、ジャイアントジャイアン、魔族              |
| 5月  | 第2週 | 宮下草薙、ガクヅケ、EXIT、だーりんず、おとぎばなし                                   |
| 5月  | 第3週 | いい塩梅、吉住、ロビンソンズ、魔人無骨、ブレイブストーリー、アマレス兄弟             |
| 5月  | 第4週 | ランパンプス、アメリカンコミックス、ペコリーノ、わらふぢなるお、キラキラ関係         |
| 6月  | 第1週 | バベル、キズマシーン、きつね、矢野号、モグライダー                                   |
| 6月  | 第2週 | ストレッチーズ、ギフト★矢野、サツキ、ポンループ、真空ジェシカ                        |
| 6月  | 第3週 | ラフレクラン、ガクヅケ、Aマッソ、馬鹿よ貴方は、ぽんぽこ                              |
| 6月  | 第4週 | まんじゅう大帝国、卯月、TEAM BANANA、街裏ぴんく、はなび                              |
| 6月  | 第5週 | バーニーズ、かつおぶし、シティホテル3号室、マカロン、クルスパッチ                    |
| 7月  | 第1週 | エル・カブキ、バオバブ、ディープインパクト仲松、いるかパンチ、ネルソンズ             |
| 7月  | 第2週 | マドンナ、さすらいラビ―、ハナコ、ホタテーズ、うるとらブギーズ                        |
| 7月  | 第3週 | ママタルト、ロマン峠、新作のハーモニカ、インディアンス、わらふぢなるお               |
| 7月  | 第4週 | アントワネット、紺野ぶるま、ナイチンゲールダンス、キズマシーン、トンツカタン         |
| 8月  | 第1週 | バイク川崎バイク、ピーマンズスタンダード、さらば青春の光、おいでやす小田、虹の黄昏   |
| 8月  | 第2週 | バニラボックス、ファイヤーサンダー、シンクロニシティ、ふみつけ大将軍、ななまがり     |
| 8月  | 第3週 | さすらいラビ―、太陽の小町、アイロンヘッド、まんじゅう大帝国、ロマン峠                |
| 8月  | 第4週 | 土佐兄弟、真夜中クラシック、魔人無骨、アンダーパー、わらふぢなるお                   |
| 8月  | 第5週 | 電氣ブラン、ヤーレンズ、大自然、街裏ぴんく、トンツカタン                             |
| 9月  | 第1週 | ジョウダンアオナナテンパイ、男性ブランコ、エル・カブキ、ぽんぽこ、ペコリーノ         |
| 9月  | 第2週 | フカミドリ、ドドん、吉住、デニス、湘南デストラーデ                                   |
| 9月  | 第3週 | オズワルド、ばんどーら、じぐざぐ、キュンキュンパフェ、街裏ぴんく                     |
| 9月  | 第4週 | ダンビラムーチョ、ダンシングヒーロー、ウエストランド、ママタルト、ポンループ         |
| 10月 | 第3週 | やさしいズ、ロビンソンズ、レインボー、ガクヅケ、アイロンヘッド、吉住、アルコ＆ピース |
| 10月 | 第4週 | ゾフィー、ネルソンズ、真空ジェシカ、岡野陽一、空気階段                               |
| 11月 | 第1週 | エル・カブキ、ミヤシタガク、フランスピアノ、コマンダンテ、アマレス兄弟               |
| 11月 | 第2週 | スイラン、サツマカワRPG、魔人無骨、ザ・マミィ、トム・ブラウン                        |
| 11月 | 第3週 | ママタルト、まんじゅう大帝国、宮下草薙、クロコップ、魔族                             |
| 11月 | 第4週 | ニュークレープ、鬼越トマホーク、街裏ぴんく、ダニエルズ、錦鯉、馬鹿よ貴方は           |
| 12月 | 第1週 | モンローズ、ロマン峠、インディアンス、キズマシーン、ガクヅケ、キュウ                 |
| 12月 | 第2週 | LOVE、バベル、くるくる、フレンチぶる、真空ジェシカ                                   |
| 12月 | 第3週 | キンボシ、ポンループ、河邑ミク、がじゅまる、アンダーパー、ダンビラムーチョ           |
| 12月 | 第4週 | ヤーレンズ、侍スライス、フカミドリ、マッハスピード豪速球、納言                       |

### 2019年
| 月   | 週    | 出演者 |
| ---- | ----- | --- |
| 1月  | 第1週 | ナイチンゲールダンス、エル・カブキ、ソノヘンノ女、カートマン、ミヤシタガク                                  |
| 1月  | 第2週 | フカミドリ、ヒコロヒー、ロビンソンズ、ガーリィレコード、トム・ブラウン                                      |
| 1月  | 第3週 | ストレッチーズ、お見送り芸人しんいち、ダニエルズ、ななまがり、TEAM近藤                                      |
| 1月  | 第4週 | オズワルド、ゾフィー、納言、アンダーパー、サンシャイン                                                      |
| 2月  | 第1週 | ゼスト、がじゅまる、犬カブトムシ、ハッピー遠藤、わらふぢなるお、うるとらブギーズ                            |
| 2月  | 第2週 | 魔人無骨、はなしょー、かが屋、エイトブリッジ、かつおぶし、ダニエルズ                                        |
| 2月  | 第3週 | まんぷくユナイテッド、バオバブ、ファイヤーサンダー、キュウ、ハルカラ                                        |
| 2月  | 第4週 | ランパンプス、ロビンソンズ、ゾフィー、マカロン、青色1号                                                     |
| 3月  | 第1週 | バニラボックス、バッドナイス常田、くるくる、街裏ぴんく、エル・カブキ                                        |
| 3月  | 第2週 | 根菜キャバレー、バベル、ザ・マミィ、THIS IS パン、4000年に一度咲く金指                                      |
| 3月  | 第3週 | サツキ、ゾフィー、徳原旅行、ラ・ラベスト、キラキラ関係                                                      |
| 3月  | 第4週 | おちもり、かが屋、マッハスピード豪速球、ギフト☆矢野、わらふぢなるお                                         |
| 3月  | 第5週 | バッチトゥース、ネギゴリラ、カカロニ、アントワネット、フカミドリ                                            |
| 4月  | 第1週 | ナイチンゲールダンス、石出奈々子、ジョウダンアオナナテンパイ、シティホテル3号室、真空ジェシカ               |
| 4月  | 第2週 | ナミダバシ、徳原旅行、女将、キュウ、マザー・テラサワ、トンツカタン                                          |
| 4月  | 第3週 | モンローズ、アイロンヘッド、ニュークレープ、モグライダー、Groovy Rubbish                                    |
| 4月  | 第4週 | バッチトゥース、トゥルットゥー、ヒコロヒー、ポンループ、侍スライス                                          |
| 5月  | 第1週 | モンローズ、ザ・シーツ、エル・カブキ、きつね、アンダーパー                                                  |
| 5月  | 第2週 | フカミドリ、ぬえ、オズワルド、ガッチキール、どんぐりたけし                                                  |
| 5月  | 第3週 | コスモスライダー、カントリーズ、宮下草薙、しゃかりき、吉住                                                  |
| 5月  | 第4週 | ジュウジマル、わらふぢなるお、プール、ママタルト、ダニエルズ                                                |
| 5月  | 第5週 | ポンループ、バオバブ、サツキ、ウキョウ、大自然                                                              |
| 6月  | 第1週 | さすらいラビ―、太陽の小町、ザ・マミィ、ゾフィー、ママタルト                                                 |
| 6月  | 第2週 | 岡田桜井、少年マングース、お見送り芸人しんいち、コル、シンクロニシティ、真空ジェシカ                        |
| 6月  | 第3週 | 四千頭身、宮下草薙、ぱろぱろ、ファイヤーサンダー、フレンチぶる                                              |
| 6月  | 第4週 | 新作のハーモニカ、シティホテル3号室、ディープインパクト仲松、やわら、ジャパネーズ、きしたかの               |
| 7月  | 第1週 | ストレッチーズ、ダニエルズ、ガクヅケ、Gパンパンダ、サンシャイン                                             |
| 7月  | 第2週 | ヤーレンズ、ジャパネーズ、納言、奈良原、男性ブランコ、だーりんず                                            |
| 7月  | 第3週 | ひつじねいり、ロビンソンズ、がじゅまる、令和ロマン、さんさんず、4000年に一度咲く金指                        |
| 7月  | 第4週 | ホタテーズ、アントワネット、ジャンゴ、くるくる、わらふぢなるお、錦鯉                                        |
| 8月  | 第1週 | ポンループ、ザ・シーツ、ママタルト、きしたかの                                                              |
| 8月  | 第2週 | ダイタク、ゾフィー、フレンチぶる、小林ぼっち、スクールゾーン                                                |
| 8月  | 第3週 | ウエストランド、ジャパネーズ、納言、さすらいラビ―、本多スイミングスクール                                   |
| 8月  | 第4週 | オズワルド、ロビンソンズ、ヒコロヒー、マッハスピード豪速球                                                  |
| 8月  | 第5週 | ネコニスズ、Yes!アキト、さんだる、ひつじねいり、バベル                                                      |
| 9月  | 第1週 | サツキ、小林ぼっち、ロマン峠、徳原旅行、怪奇!YesどんぐりRPG                                                 |
| 9月  | 第2週 | オッパショ石、モンローズ、ダニエルズ、レッドガオ、ネルソンズ、エル・カブキ                                  |
| 9月  | 第3週 | ティモンディ、パルテノンモード、そいつどいつ、ママタルト、シンテンチ                                        |
| 9月  | 第4週 | 納言、ウキョウ、カカロニ、アイドル鳥越、さんさんず                                                          |
| 10月 | 第1週 | ティモンディ、エル・カブキ、トニーフランク、ロビンソンズ、マリオネットブラザーズ                            |
| 10月 | 第2週 | フランスピアノ、マッハスピード豪速球、岡野陽一、キュウ、ジョウダンアオナナテンパイ                          |
| 10月 | 第3週 | ぺこぱ、マツモトクラブ、ラフレクラン、ファイヤーサンダー、真空ジェシカ                                      |
| 10月 | 第4週 | ママタルト、ナイチンゲールダンス、Gパンパンダ、大自然、街裏ぴんく                                           |
| 11月 | 第1週 | さすらいラビ―、吉住、カカロニ、たまゆら学園、ファイヤーサンダー                                             |
| 11月 | 第2週 | フカミドリ、はなしょー、ヤーレンズ、カラタチ、いかすぜジョナサン                                            |
| 11月 | 第3週 | ポンループ、キュンキュンパフェ、銀兵衛、ロビンソンズ、ヒコロヒー                                            |
| 11月 | 第4週 | ヤマメ、うるとらブギーズ、真夜中クラシック、ガクヅケ                                                        |
| 11月 | 第5週 | 真空ジェシカ、トンツカタン、ダンビラムーチョ、納言、かが屋、ギフト☆矢野、ななまがり、ママタルト、ザ・マミィ |
| 12月 | 第1週 | まんじゅう大帝国、錦鯉、宮下草薙、アルコ＆ピース                                                            |
| 12月 | 第2週 | さすらいラビ―、侍スライス、ラランド、ばんどーら、ディープインパクト仲松、TOKYO COOL、ミヤシタガク           |
| 12月 | 第3週 | ジュウジマル、男性ブランコ、ネイチャーバーガー、小林ぼっち、春とヒコーキ、わらふぢなるお                    |
| 12月 | 第4週 | しんぼる、青色1号、ネコニスズ、まじん、徳原旅行、TCクラクション                                             |

### 2020年
| 月   | 週    | 出演者                                                                                  |
| ---- | ----- | --------------------------------------------------------------------------------------- |
| 1月  | 第1週 | ザ・パーフェクト、ギフト☆矢野、放課後ハートビート、ドドん                               |
| 1月  | 第2週 | ヤーレンズ、エイトブリッジ、大自然、サツキ                                              |
| 1月  | 第3週 | オッパショ石、スタミナパン、バベル、くらげ、モンローズ                                  |
| 1月  | 第4週 | キュウ、岡田桜井、しんぷる内藤、ぼる塾、ロビンソンズ                                    |
| 1月  | 第5週 | ママタルト、ウォンバット、マッハスピード豪速球、吉住、レーズンダイナマイト              |
| 2月  | 第1週 | リンダカラー、TCクラクション、ザ・マミィ、Yes!アキト、スーパーニュウニュウ              |
| 2月  | 第2週 | ポンループ、フカミドリ、さきぽん、ジュウジマル、ダニエルズ、たまゆら学園                |
| 2月  | 第3週 | 少年マングース、錦鯉、廣瀬優、じぐざぐ、シンテンチ、サツマカワRPG                       |
| 2月  | 第4週 | ママタルト、フランスピアノ、オールオッケー、矢野号、ミヤシタガク                        |
| 3月  | 第1週 | エル・カブキ、化石コンパス、きつね、レインボー                                          |
| 3月  | 第2週 | バベル、ヒコロヒー、ロビンソンズ、オズワルド                                            |
| 3月  | 第3週 | シンテンチ、スクールゾーン、ネコニスズ、そいつどいつ                                    |
| 4月  | 第1週 | シンクロニシティ、マッハスピード豪速球、令和ロマン、納言                                |
| 4月  | 第2週 | カラタチ、ペニーズハウス、アンダーパー、徳原旅行、さんだる                              |
| 4月  | 第3週 | ジョウダンアオナナテンパイ、どんぐりたけし、コル、ダーヨシ、ラフレクラン                |
| 4月  | 第4週 | アズーロ24、わらふぢなるお、シシガシラ、森本サイダー                                    |
| 7月  | 第1週 | サツキ、ナイチンゲールダンス、ザ・マミィ、キュウ                                        |
| 7月  | 第2週 | まんじゅう大帝国、マッハスピード豪速球、フランスピアノ、令和ロマン                      |
| 7月  | 第3週 | ポンループ、ジョウダンアオナナテンパイ、ガクヅケ、蛙亭                                  |
| 7月  | 第4週 | じぐざぐ、ネイチャーバーガー、ママタルト、徳原旅行、ジュウジマル                        |
| 7月  | 第5週 | ひつじねいり、フレンチぶる、世間知らズ、納言                                            |
| 8月  | 第1週 | TCクラクション、シティホテル3号室、男性ブランコ、徳原旅行                               |
| 8月  | 第2週 | さすらいラビ―、銀兵衛、浜村凡平、ファイヤーサンダー                                     |
| 8月  | 第3週 | ブリキカラス、青色1号、アントワネット、そいつどいつ、スーパーニュウニュウ               |
| 8月  | 第4週 | 春組織、ヒコロヒー、フランスピアノ、スタミナパン                                        |
| 9月  | 第1週 | ヤーレンズ、ストレッチーズ、サンシャイン、演芸おんせん                                  |
| 9月  | 第2週 | フランスピアノ、吉住、元祖いちごちゃん、侍スライス                                      |
| 9月  | 第3週 | ジョウダンアオナナテンパイ、ロマン峠、サスペンダーズ、たぬきごはん、ペニーズハウス      |
| 9月  | 第4週 | おおぞらモード、ロビンソンズ、マッハスピード豪速球、にくだわら、トンツカタン            |
| 10月 | 第1週 | きしたかの、元祖いちごちゃん、大自然、オフローズ、ダニエルズ                            |
| 10月 | 第2週 | ママタルト、ザ・マミィ、ガクヅケ、納言、さんさんず                                      |
| 10月 | 第3週 | TCクラクション、しんぷる内藤、スーパーニュウニュウ、サツキ                              |
| 10月 | 第4週 | さすらいラビ―、ポンループ、はなしょー、レインボー、キュウ                               |
| 10月 | 第5週 | オズワルド、ファイヤーサンダー、カラタチ、ラランド、ぼる塾、蛙亭、ヤーレンズ            |
| 11月 | 第1週 | 吉住、錦鯉、真空ジェシカ、空気階段                                                      |
| 11月 | 第2週 | ストレッチーズ、森本サイダー、ナイチンゲールダンス、徳原旅行、まんじゅう大帝国          |
| 11月 | 第3週 | フレンチぶる、ネギゴリラ、TCクラクション、ママタルト、青色1号                           |
| 11月 | 第4週 | ナミダバシ、サスペンダーズ、ベルサイユ、竹内ズ、フランスピアノ                          |
| 12月 | 第1週 | ダンビラムーチョ、忘れる。、レッドガオ、くらげ、きしたかの                              |
| 12月 | 第2週 | 演芸おんせん、男性ブランコ、アマレス兄弟、ダニエルズ                                    |
| 12月 | 第3週 | 素敵じゃないか、ストレッチーズ、シシガシラ、パンプキンポテトフライ、怪奇!YesどんぐりRPG |
| 12月 | 第4週 | ネイチャーバーガー、さすらいラビ―、アイリー、デッドリードライブ、ヤーレンズ             |

### 2021年
| 月   | 週    | 出演者 |
| ---- | ----- | --- |
| 1月  | 第1週 | ブリキカラス、ディープインパクト仲松、さんだる、オッパショ石、だーりんず                                     |
| 1月  | 第2週 | カナメストーン、たぬきごはん、ファイヤーサンダー、スタミナパン、トンツカタン                                 |
| 1月  | 第3週 | ポンループ、ジョウダンアオナナテンパイ、うるとらブギーズ、ガクヅケ、ぽんぽこ                                 |
| 1月  | 第4週 | ターリーターキー、Gパンパンダ、カラタチ、TCクラクション、キュウ                                              |
| 2月  | 第1週 | 演芸おんせん、青色1号、クロコップ、パルテノンモード、マッハスピード豪速球                                    |
| 2月  | 第2週 | まんじゅう大帝国、野田ちゃん、キズマシーン、ザ・マミィ                                                       |
| 2月  | 第3週 | ママタルト、シティホテル3号室、竹内ズ、きしたかの                                                            |
| 2月  | 第4週 | さすらいラビ―、おおぞらモード、Groovy Rubbish、錦鯉                                                          |
| 3月  | 第1週 | 岡田桜井、ふぁのシャープ、令和ロマン、ダニエルズ                                                             |
| 3月  | 第2週 | バッチトゥース、お見送り芸人しんいち、ダイヤモンド、シンクロニシティ                                         |
| 3月  | 第3週 | ポンループ、モシモシ、デニス、サスペンダーズ                                                                 |
| 3月  | 第4週 | サツキ、さきぽん、徳原旅行、魔族                                                                             |
| 4月  | 第1週 | ダンビラムーチョ、おきらく、きしたかの、マカロン、サンシャイン                                               |
| 4月  | 第2週 | 9番街レトロ、アントワネット、ザ・マミィ、ザ・パーフェクト、フレンチぶる                                      |
| 4月  | 第3週 | ヤーレンズ、青色1号、バローズ、金の国                                                                        |
| 4月  | 第4週 | 忘れる。、スタミナパン、カナイ、TCクラクション                                                               |
| 4月  | 第5週 | トニーフランク、はなしょー、マッハスピード豪速球、男性ブランコ                                               |
| 5月  | 第1週 | ジャイアントジャイアン、ポンループ、河邑ミク、青色1号、ネギゴリラ                                            |
| 5月  | 第2週 | ストレッチーズ、森本サイダー、春とヒコーキ、そいつどいつ、トンツカタン                                       |
| 5月  | 第3週 | サルベース、TCクラクション、ヒノトリ、クレソン、ゼンモンキー                                                 |
| 5月  | 第4週 | ボニータ、クロコップ、演芸おんせん、みたらし祭り、ベルサイユ                                                 |
| 6月  | 第1週 | 素敵じゃないか、阿部物語、サスペンダーズ、竹内ズ                                                             |
| 6月  | 第2週 | ひつじねいり、サツマカワRPG、納言、衝撃デリバリー                                                            |
| 6月  | 第3週 | ブリキカラス、ディープインパクト仲松、ぽんぽこ、レインボー                                                   |
| 6月  | 第4週 | まんじゅう大帝国、土屋、フランスピアノ、サノライブ、ナミダバシ                                               |
| 7月  | 第1週 | じぐざぐ、Gパンパンダ、おっぴゃーちゃんち、さんだる、上木恋愛研究所                                          |
| 7月  | 第2週 | 演芸おんせん、ファイヤーサンダー、蟹パーティー、ジョウダンアオナナテンパイ                                   |
| 7月  | 第3週 | 愛ランズ、マッハスピード豪速球、森本サイダー、ぬえ                                                           |
| 7月  | 第4週 | ウェンズデイズ、キズマシーン、ザ・パーフェクト、金の国、アンダーパー                                         |
| 7月  | 第5週 | マリーマリー、きしたかの、モシモシ、レッドガオ                                                               |
| 8月  | 第1週 | エバース、モンローズ、演芸おんせん、ジーター、カカロニ                                                       |
| 8月  | 第2週 | ゼロカラン、パンプキンポテトフライ、ネコニスズ、納言                                                         |
| 8月  | 第3週 | ひつじねいり、シティホテル3号室、ザ・マミィ、青色1号                                                         |
| 8月  | 第4週 | オドるキネマ、モシモシ、フランスピアノ、春組織、元祖いちごちゃん                                             |
| 10月 | 第4週 | 演芸おんせん、TCクラクション、そいつどいつ、キュウ、スーパーニュウニュウ、サスペンダーズ、金の国、令和ロマン |
| 10月 | 第5週 | ナイチンゲールダンス、ママタルト、シシガシラ、オズワルド                                                     |
| 11月 | 第1週 | ネイチャーバーガー、忘れる。、人間横丁、モシモシ                                                             |
| 11月 | 第2週 | ゼロカラン、フランツ、コットン、ストレッチーズ、ネギゴリラ                                                   |
| 11月 | 第3週 | ケビンス、サツマカワRPG、ネコニスズ、青色1号、4000年に一度咲く金指                                           |
| 11月 | 第4週 | アンコウズ、レッドガオ、さんさんず、サスペンダーズ、シティホテル3号室                                        |
| 12月 | 第1週 | 猫背うなぎ、ヤーレンズ、あっぱれ婦人会、サルベース、スタンダップコーギー                                     |
| 12月 | 第2週 | ゼスト、太陽の小町、軟水、演芸おんせん、しおさーみー                                                         |
| 12月 | 第3週 | おとぎばなし、ママタルト、春とヒコーキ、スタミナパン、スペースランド流星群                                   |
| 12月 | 第4週 | 幸せのトナリ、ニッキューナナ、10億円、モンローズ、ダニエルズ                                                 |

### 2022年
| 月   | 週    | 出演者                                                                                                 |
| ---- | ----- | --- |
| 1月  | 第1週 | フランツ、サツキ、パルテノンモード、浜村凡平太、青色1号                                                |
| 1月  | 第2週 | ザ・パーフェクト、ハナイチゴ、永田敬介、まんじゅう大帝国、ガクヅケ                                     |
| 1月  | 第3週 | まんじろう、ぽんぽこ、ポンループ、寺田寛明、にぼしいわし                                               |
| 1月  | 第4週 | ダイヤモンド、森本サイダー、キズマシーン、徳原旅行、ストレッチーズ                                     |
| 4月  | 第1週 | まんじゅう大帝国、フランスピアノ、人間横丁、スーパーニュウニュウ                                       |
| 4月  | 第2週 | 太鵬、ストレッチーズ、徳原旅行、青色1号、ネギゴリラ                                                    |
| 4月  | 第3週 | ブリキカラス、幸せのトナリ、TCクラクション、サノライブ、演芸おんせん                                   |
| 4月  | 第4週 | ひつじねいり、パンプキンポテトフライ、マッハスピード豪速球、百瀬さつき、フランツ                       |
| 5月  | 第1週 | さすらいラビ―、チュランペット、サツキ、4000年に一度咲く金指、サスペンダーズ                            |
| 5月  | 第2週 | ケビンス、猫背うなぎ、モズ、スタミナパン、ゼンモンキー                                                 |
| 5月  | 第3週 | くらげ、こたけ正義感、バッチトゥース、リップグリップ、竹内ズ                                           |
| 5月  | 第4週 | きしたかの、カカロニ、おおぞらモード、軟水、永田敬介                                                   |
| 6月  | 第1週 | センチネル、レッドガオ、小仲くん、きっと君はくるさ、ドンココ                                           |
| 6月  | 第2週 | 新作のハーモニカ、ヤーレンズ、まんじゅう大帝国、安心安全、世間知らズ                                   |
| 6月  | 第3週 | ターリーターキー、ウェンズデイズ、青色1号、観音日和、シシガシラ                                        |
| 6月  | 第4週 | しびれグラムサム、素敵じゃないか、プノまろ、ディープインパクト仲松、ラパルフェ                         |
| 7月  | 第1週 | まんじろう、ファイヤーサンダー、レインボー、ネギゴリラ、ブリキカラス                                   |
| 7月  | 第2週 | さすらいラビ―、10億円、さとなかほがらか、ハチカイ、ダニエルズ                                          |
| 7月  | 第3週 | 演芸おんせん、ラタタッタ、さんぽ、Gパンパンダ、大自然                                                  |
| 7月  | 第4週 | ザ・パーフェクト、ヨネダ2000、むかしテレビ、ストレッチーズ、フランスピアノ                             |
| 8月  | 第1週 | 金魚番長、ポンループ、ロックス、百瀬さつき、きしたかの                                                 |
| 8月  | 第2週 | エイトブリッジ、徳原旅行、10億円、ゼロカラン、さんだる                                                 |
| 8月  | 第3週 | ストレッチーズ、令和ロマン、フランツ、ニモテン、カカロニ                                               |
| 8月  | 第4週 | ネイチャーバーガー、安心安全、バローズ、演芸おんせん、怪奇!YesどんぐりRPG                              |
| 9月  | 第1週 | 人間横丁、演芸おんせん、青色1号、シティホテル3号室、元祖いちごちゃん                                   |
| 9月  | 第2週 | まんじゅう大帝国、さとなかほがらか、バッチトゥース、豆鉄砲、竹内ズ                                     |
| 9月  | 第3週 | ヤーレンズ、TCクラクション、タニャロー、スーパーニュウニュウ、森本サイダー                             |
| 9月  | 第4週 | さすらいラビ―、スパイシーガーリック、本多スイミングスクール、チュランペット、令和ロマン                |
| 10月 | 第3週 | きしたかの、パンプキンポテトフライ、ママタルト、シシガシラ、モシモシ、大自然、ガクヅケ、TCクラクション |
| 10月 | 第4週 | サスペンダーズ、金の国、錦鯉                                                                           |
| 11月 | 第1週 | まんじゅう大帝国、フランスピアノ、ハマノとヘンミ、バローズ、そいつどいつ                               |
| 11月 | 第2週 | むかしテレビ、金魚番長、ゼンモンキー、右手でグーパンチ、演芸おんせん                                   |
| 11月 | 第3週 | アーシングステップ、スパイシーガーリック、さすらいラビ―、ドンデコルテ、ぎょねこ                        |
| 11月 | 第4週 | ナイチンゲールダンス、青色1号、ポテトカレッジ、ガララーガ、スーパーニュウニュウ                        |
| 12月 | 第1週 | ポンループ、インテイク、森本サイダー、ストレッチーズ、いろはラムネ                                     |
| 12月 | 第2週 | レインマンズ、こたけ正義感、サノライブ、ママタルト、リップグリップ                                     |
| 12月 | 第3週 | 人間横丁、春とヒコーキ、ぶっこきんぐ、ガクヅケ、さんだる                                               |
| 12月 | 第4週 | 梵天、まんじろう、Gパンパンダ、マタンゴ、さとなかほがらか                                              |

### 2023年
| 月   | 週    | 出演者 |
| ---- | ----- | --- |
| 1月  | 第1週 | アルバカーキ、ソルトレイク、きしたかの、めぞん、マリオネットブラザーズ                                     |
| 1月  | 第2週 | マードック、とらふぐ、8月22日の彼女、安原カラス、スタミナパン、元祖いちごちゃん                            |
| 1月  | 第3週 | アーシングステップ、エバース、TCクラクション、右手でグーパンチ、スパイシーガーリック、スーパーニュウニュウ |
| 1月  | 第4週 | マタンゴ、ブリキカラス、パンプキンポテトフライ、太陽の小町、永田敬介                                       |
| 2月  | 第1週 | もぐら大戦争、シティホテル3号室、フランスピアノ、群青団地、ガクヅケ                                        |
| 2月  | 第2週 | ジャンク、さとなかほがらか、友田オレ、さすらいラビ―、怪奇!YesどんぐりRPG                                   |
| 2月  | 第3週 | バッチトゥース、ネイチャーバーガー、おべんとばこ、ママタルト、オタサーのヒメ、青色1号                      |
| 2月  | 第4週 | マードック、ヤダヤムクン、サツキ、いろはラムネ、ハチカイ                                                   |
| 3月  | 第1週 | マイアミバスケットボールクラブ、10億円、ディープインパクト仲松、スパイシーガーリック、ハマノとヘンミ       |
| 3月  | 第2週 | ニモテン、ドンデコルテ、ストレッチーズ、バローズ、森本サイダー                                             |
| 3月  | 第3週 | 素敵じゃないか、アイドル鳥越、レインマンズ、しびれグラムサム、シシガシラ                                   |
| 3月  | 第4週 | マリーマリー、金澤TKCファクトリー、ヤダヤムクン、おべんとばこ、太陽の小町                                  |
| 4月  | 第1週 | 三遊間、たくろう、涼風、滝音、丸亀じゃんご                                                                 |
| 4月  | 第2週 | 翠星チークダンス、ソマオ・ミートボール、鬼としみちゃむ、にぼしいわし、爛々                                 |
| 4月  | 第3週 | ラニーノーズ、ドーナツ・ピーナツ、ダブルヒガシ、骨付きバナナ、バッテリィズ                                 |
| 4月  | 第4週 | ボニーボニー、真輝志、もも、20世紀、マイスイートメモリーズ                                                 |
| 5月  | 第1週 | 孫ダッシュ、豆鉄砲、マルセイユ、青色1号、バローズ                                                          |
| 5月  | 第2週 | 人間横丁、シカゴ実業、きみがすきだよ、ブリキカラス、ハマノとヘンミ                                         |
| 5月  | 第3週 | マードック、雨傘、ママタルト、イチゴ、森本サイダー                                                         |
| 5月  | 第4週 | おちもり、スーパーニュウニュウ、TCクラクション、スパイシーガーリック、ヤダヤムクン                         |
| 6月  | 第1週 | さすらいラビ―、ムラタケ、あおいちゃん、ナイチンゲールダンス、フタリシズカ                                  |
| 6月  | 第2週 | ダブルグッチー、都トム、チュランペット、シティホテル3号室、センチネル                                      |
| 6月  | 第3週 | ママタルト、ネギゴリラ、フランスピアノ、ストレッチーズ、えびしゃ                                           |
| 6月  | 第4週 | マイアミバスケットボールクラブ、ネイチャーバーガー、ダニエルズ、モシモシ、ガクヅケ                         |
| 7月  | 第1週 | 春組織、ニモテン、ヤダヤムクン、コードレス化ポルカ、ケビンス                                               |
| 7月  | 第2週 | ゼロカラン、おおぞらモード、さんぽ、ポンループ、人間横丁                                                   |
| 7月  | 第3週 | 猫背うなぎ、村民代表南川、徳原旅行、シンクロニシティ、金澤TKCファクトリー                                  |
| 7月  | 第4週 | マタンゴ、レインマンズ、キャプテンバイソン、メリージェーン、青色1号                                        |
| 8月  | 第1週 | ミカボ、アルバカーキ、さすらいラビー、みたらし祭り、令和ロマン                                             |
| 8月  | 第2週 | フランツ、ママタルト、アーシングステップ、耕し、ツンツクツン万博                                           |
| 8月  | 第3週 | ブリキカラス、うちまつげ、マジメニマフィン、サルベース、スーパーニュウニュウ                               |
| 8月  | 第4週 | まんじゅう大帝国、青色1号、しだん家、ぶたマンモス、パンプキンポテトフライ                                  |
| 9月  | 第1週 | 真空ジェシカのラジオ父ちゃん・地上波版                                                                     |
| 9月  | 第2週 | ニモテン、スパイシーガーリック、TCクラクション、太陽の小町、四天王                                         |
| 9月  | 第3週 | 春日向のように、ナイチンゲールダンス、森本サイダー、さんだる、銀麦ヤンマ                                   |
| 9月  | 第4週 | 孫ダッシュ、キャプテンバイソン、河邑ミク、スペースランド流星群、鈴木バイダン                               |
| 9月  | 第5週 | リップグリップ、センチネル、スタミナパン、マリーマリー、ネギゴリラ                                         |
| 10月 | 第1週 | 人間横丁、おちもり、サルベース、マタンゴ、共犯者                                                           |
| 10月 | 第2週 | 兄弟、サツキ、バローズ、群青団地、スーパーニュウニュウ                                                     |
| 10月 | 第3週 | ニモテン、めぞん、金澤TKCファクトリー、ガールズナイト、アーシングステップ                                  |
| 10月 | 第4週 | レインマンズ、雨傘、さんぽ、SHUNSUKE、太陽の小町                                                           |
| 12月 | 第1週 | エバース、おちもり、スパイシーガーリック、本多スイミングスクール、ハマノとヘンミ                           |
| 12月 | 第2週 | インテイク、ディープインパクト仲松、ムラタケ、プール、青色1号                                              |
| 12月 | 第3週 | マリオネットブラザーズ、ジャガモンド、10億円、キャプテンバイソン、十九人                                   |
| 12月 | 第4週 | センチネル、フランスピアノ、相性はいいよね、軟水、ウバーバ、シティホテル3号室                              |

### 2024年
| 月   | 週    | 出演者                                                                                       |
| ---- | ----- | -------------------------------------------------------------------------------------------- |
| 1月  | 第1週 | 江戸マリー、ハットリ乾燥、ケビンス、同期の休日、ダブルグッチー                               |
| 1月  | 第2週 | 豆鉄砲、ストレッチーズ、ダーヨシ、サルベース、にぼしいわし                                   |
| 1月  | 第3週 | 大仰天、金澤TKCファクトリー、Gパンパンダ、源川、ダイヤモンド                                 |
| 1月  | 第4週 | マタンゴ、めっちゃ最高ズ、人間横丁、まんじゅう大帝国、レインマンズ                           |
| 2月  | 第1週 | とらふぐ、おふろ、忠犬立ハチ高、鎌、センチネル                                               |
| 2月  | 第2週 | 世間知らズ、ナユタ、あおいちゃん、スタミナパン、ダニエルズ                                   |
| 2月  | 第3週 | シカゴ実業、ソルトレイク、シンクロニシティ、ジョウダンアオナナテンパイ、小仲くん             |
| 2月  | 第4週 | 兄弟、孫ダッシュ、キャプテンバイソン、さんぽ、元祖いちごちゃん                               |
| 3月  | 第1週 | パーティーパーティー、たくろう、アオイサカナ、骨付きバナナ、真輝志                           |
| 3月  | 第2週 | ぐろう、タイムキーパー、ボニーボニー、三遊間、鬼としみちゃむ                                 |
| 3月  | 第3週 | 翠星チークダンス、イノシカチョウ、ラニーノーズ、オーパスツー、はるかぜに告ぐ                 |
| 3月  | 第4週 | 隣人、ぎょうぶ、巻物ズ、もも、ファンファーレと熱狂                                           |
| 3月  | 第5週 | ジョックロック、ハヤイカガヤイ、侍スライス、フースーヤ、丸亀じゃんご                         |
| 4月  | 第1週 | マリオネットブラザーズ、アルバカーキ、あおいちゃん、さすらいラビー、アリオス                 |
| 4月  | 第2週 | レインマンズ、オンリー2、素敵じゃないか、ジグロポッカ、サルベース                            |
| 4月  | 第3週 | フランスピアノ、骨付きバナナ、青色1号、かが屋、オフローズ                                    |
| 4月  | 第4週 | めしあがれ、徳原旅行、ウォーターズ、キャプテンバイソン、おミュータンツ                       |
| 5月  | 第1週 | ド桜、河邑ミク、おはよう和山、さんぽ、モシモシ                                               |
| 5月  | 第2週 | ミカボ、生ファラオ、ナオ・デストラーデ、まぐろ兄弟、春とヒコーキ                             |
| 5月  | 第3週 | ムームー大陸、かが屋、ダーヨシ、ジョウダンアオナナテンパイ、バローズ                         |
| 5月  | 第4週 | 春組織、ぶったま、本多スイミングスクール、永田敬介、ロックス                                 |
| 6月  | 第1週 | ゼロカラン、ツンツクツン万博、太陽の小町、グータン森山、耕し                                 |
| 6月  | 第2週 | 源川、破壊ありがとう、9番街レトロ、ストレッチーズ、わっきゃい                                |
| 6月  | 第3週 | おおぞらモード、オッパショ石、風穴あけるズ、ママタルト、観音日和                             |
| 6月  | 第4週 | ブリキカラス、ぷぅ、大自然、徳原旅行、人間横丁                                               |
| 7月  | 第1週 | 家族チャーハン、あおいちゃん、さんぽ、デンドロビーム、ぎょねこ                               |
| 7月  | 第2週 | ムーンライトお嬢様、サルベース、金澤TKCファクトリー、まんぷくユナイテッド、かが屋            |
| 7月  | 第3週 | ドリルフィンフィンズ、村上、元気そうでよかった、めぞん、どくさいスイッチ企画、TCクラクション |
| 7月  | 第4週 | 無尽蔵、キャプテンバイソン、ナイチンゲールダンス、ガールズナイト、フランスピアノ             |
| 8月  | 第1週 | マタンゴ、フタリシズカ、エクソシストまーくん、ポテトカレッジ、伝書鳩                         |
| 8月  | 第2週 | レインマンズ、ストレッチーズ、ママタルト、森本サイダー、イチゴ                               |
| 8月  | 第3週 | サイヤング、おはよう和山、無尽蔵、ボートヨットカヌー、スタミナパン                           |
| 8月  | 第4週 | アルバカーキ、鈴木ジェロニモ、豆鉄砲、マリオネットブラザーズ、サツキ                         |
| 9月  | 第1週 | アリオス、ネイチャーバーガー、徳原旅行、ロックス、ポテトカレッジ                             |
| 9月  | 第2週 | 無尽蔵、シカゴ実業、炭酸水、未来の油田、相性はいいよね                                       |
| 9月  | 第3週 | きつね日和、あおいちゃん、耕し、らくちんペクチン、元祖いちごちゃん                           |
| 9月  | 第4週 | グリーンランプ、藤元達弥、リバーマン、ガクヅケ、シシガシラ                                   |
| 10月 | 第1週 | フランツ、おおぞらモード、サルベース、いかすぜジョナサン、ぎょねこ                           |
| 10月 | 第2週 | 共犯者、めぞん、ジグロポッカ、さきぽん、金澤TKCファクトリー                                  |
| 10月 | 第3週 | セッツァー、みたらし祭り、アホロートル、豆鉄砲、相性はいいよね                               |
| 10月 | 第4週 | ナチョス。、ワンパンの仲松、さんぽ、スパイシーガーリック、シンクロニシティ                   |
| 12月 | 第1週 | まぐろ兄弟、コリアンチョップスクワッド、忠犬立ハチ高、青色1号、家族チャーハン                |
| 12月 | 第2週 | きつね日和、鉄人小町、おおぞらモード、ジグロポッカ、ガクヅケ                                 |
| 12月 | 第3週 | ぷぅ、スーパーサイズ・ミー、ぎょねこ、春日向のように、さんぽ                                 |
| 12月 | 第4週 | フタリシズカ、春組織、四天王、金澤TKCファクトリー、おミュータンツ                            |

### 2025年
| 月  | 週    | 出演者                                                                                       |
| --- | ----- | -------------------------------------------------------------------------------------------- |
| 1月 | 第1週 | ポテトカレッジ、承子クラーケン、太鵬、オンリー2、サルベース                                  |
| 1月 | 第2週 | ボブのコーラ、バローズ、ガクヅケ、センチネル、ぎょねこ                                       |
| 1月 | 第3週 | 大吟嬢、さとなかほがらか、世間知らズ、オッパショ石、孫ダッシュ                               |
| 1月 | 第4週 | マタンゴ、シンクロニシティ、みたらし祭り、耕し、アルバカーキ                                 |
| 1月 | 第5週 | 真空ジェシカのラジオ父ちゃん・地上波版                                                       |
| 2月 | 第1週 | アズーロ24、あおいちゃん、サノライブ、江戸マリー、ボートヨットカヌー                         |
| 2月 | 第2週 | 春組織、伏見住吉少年、イワサキ、ハマノとヘンミ、今夜も星が綺麗                               |
| 2月 | 第3週 | ムラタケ、花ブービー、ベルナルド、無尽蔵、ホタルイカ                                         |
| 2月 | 第4週 | まんじゅう大帝国、まぐろ兄弟、ソルトレイク、狛犬、ブリキカラス                               |
| 3月 | 第1週 | タチマチ、ハヤイカガヤイ、三遊間、ライムギ、鬼としみちゃむ                                   |
| 3月 | 第2週 | ぎょうぶ、オーパスツー、イチオク、涼風、イノシカチョウ                                       |
| 3月 | 第3週 | 茜250cc、水泳部、例えば炎、道草ピエロ、真輝志                                                |
| 3月 | 第4週 | マーメイド、翠星チークダンス、ボニーボニー、いつもたいしゃ、フースーヤ                       |
| 4月 | 第1週 | インテイク、デンドロビーム、リバーマン、金澤TKCファクトリー、イチゴ                          |
| 4月 | 第2週 | ジグロポッカ、11月のリサ、スパイシーガーリック、さんぽ、ガクヅケ                             |
| 4月 | 第3週 | 春日向のように、めぞん、耕し、徳原旅行、伝書鳩                                               |
| 4月 | 第4週 | ド桜、雨傘、豆鉄砲、ドンデコルテ、レインマンズ                                               |
| 5月 | 第1週 | テキセツの街、バローズ、アルバカーキ、おおぞらモード、喫茶ムーン                             |
| 5月 | 第2週 | センチネル、ミカボ、金色グラフティ、飯田さなぎ、オッパショ石                                 |
| 5月 | 第3週 | 人間横丁、世界クジラ、無尽蔵、ベルナルド、グリーンランプ                                     |
| 5月 | 第4週 | タルタル関数、オフローズ、ナチョス。、オンリー２、モシモシ                                   |
| 5月 | 第5週 | 真空ジェシカのラジオ父ちゃん・地上波版                                                       |
| 6月 | 第1週 | マリーマリー、さとなかほがらか、アリハガ、ソルトレイク、シャンソン姉さん                     |
| 6月 | 第2週 | サイヤング、ピュート、ジョニーヘンドリクス、ガングリオン、テツロー                           |
| 6月 | 第3週 | ママタルト、おおぞらモード、写実派、ボートヨットカヌー、サルベース                           |
| 6月 | 第4週 | 生ファラオ、GOLF、忠犬立ハチ高、フタリシズカ、おミュータンツ                                 |
| 7月 | 第1週 | 世間知らズ、村民代表南川、めっちゃ最高ズ、村上、元気そうでよかった。、フランスピアノ         |
| 7月 | 第2週 | まんじゅう大帝国、破壊ありがとう、11月のリサ、ゆずの花、相性はいいよね                       |
| 7月 | 第3週 | 豆鉄砲、あおいちゃん、大王、惹女香花、伝書鳩                                                 |
| 7月 | 第4週 | センチネル、狛犬、お宿、ザ・マミィ、チェリーボンボン                                         |
| 8月 | 第1週 | 真空ジェシカのラジオ父ちゃん・地上波版                                                       |
| 8月 | 第2週 | ナイチンゲールダンス、観音日和、リバーマン、トワイライト渚、元祖いちごちゃん                 |
| 8月 | 第3週 | 人間横丁、シネマ特区、ボートヨットカヌー、プール、藤元達弥                                   |
| 8月 | 第4週 | オッパショ石、けいごステファニー、トツカミツカ、デンドロビーム、シークレットレボリューション |
| 8月 | 第5週 | ハルひなた、ヨネダ2000、ポテトカレッジ、金澤TKCファクトリー、喫茶ムーン                      |

## 公開収録出演者

### 2015年
| 回 | 日                    | 昼夜 | 出演者 |
| -- | --------------------- | ---- | --- |
| 1  | 3月28日（4月OA分）    |      | リンゴスター / トンツカタン / S×L / 新宿カウボーイ / ネコニスズ / 笑撃戦隊 / ソフトアタッチメント / サンシャイン池崎 / ねじ / おかずクラブ / GAG少年楽団 / ニューヨーク / 横澤夏子 / ベイビーギャング / ゆにばーす / ピーマンズスタンダード / 座敷ボウラー / トムソーヤ / すごい論 / やさしいズ                                     |
| 2  | 4月26日（5月OA分）    | 昼   | ジグザグジギー / スーパーニュウニュウ / ツィンテル / 3LDK / 勝又 / モダンボーイズ / モンブランズ / ホシカワ / 笑撃戦隊 / ソフトアタッチメント / ロマン峠 / サンシャイン池崎 / 相席スタート / ゆにばーす / ザ☆忍者 / すごい論 / 世界少年 / ヒコロヒー / 真夜中クラシック / ブランドアップ / ジャングルボーボー / どろんこボーイ ほか |
| 2  | 4月26日（5月OA分）    | 夜   | ルシファー吉岡 / アイデンティティ / クロヤギ / ロックス / パニーニ / コーヒールンバ / 三日月マンハッタン / さくらエビ / プアーズ / マッハスピード豪速球 / ドドん / パンダユナイテッド / ブルーセレブ / S×L / いぬ / やさしいズ / 横澤夏子 / きつね / 馬鹿よ貴方は / らくえん / ドロップバギー / ジャッカス / 西村 ほか              |
| 3  | 5月23日（6月OA分）    | 昼   | 相席スタート / ゆにばーす / ジグザグジギー / ブルーリバー / とりゅふ / シロハタ / セェキットン / わらふぢなるお / ぐりんぴーす / パークアンドパークス / 湘南デストラーデ / ストレンジサニィシアター / ホシカワ / ルシファー吉岡 ほか                                                                                                |
| 3  | 5月23日（6月OA分）    | 夜   | ベイビーギャング / 笑撃戦隊 / ソフトアタッチメント / モグライダー / ドドん / ニレンジャー / ANZEN漫才 / 巨匠 / ザンゼンジ / あっぱれ！ / マツモトクラブ / オレンジサンセット / メッツ / スーパーニュウニュウ / 曇天三男坊 ほか |
| 4  | 6月20日（7月OA分）    | 昼   | ジグザグジギー / モグライダー / エル・カブキ / メイプル超合金 / ぽ〜くちょっぷ / ピーマンズスタンダード / コーヒールンバ / ガール座 / トンツカタン / 真空ジェシカ / ホシカワ / ゆにばーす / ボーイフレンド / スパイク / すごい論 / 笑撃戦隊 / ソフトアタッチメント / 100W / ガーデン砂漠 / カントリーズ                             |
| 4  | 6月20日（7月OA分）    | 夜   | ツィンテル / ブルーリバー / 新宿カウボーイ / ロックス / ヤーレンズ / ねじ / ザンゼンジ / ドリーマーズ / 八幡カオル / 街裏ぴんく / 俺はゴミじゃない / 勝又 / とりゅふ / ドドん / インデペンデンスデイ / ネコニスズ / ニューヨーク / 相席スタート / テゴネハンバーグ / ぐりんぴーす                                                   |
| 5  | 7月25日（8月OA分）    | 昼   | ジグザグジギー / ザンゼンジ / 魂ず / 冷蔵庫マン / 勝又 / ポップライン / ヤーレンズ / ねじ / ハルカラ / くるくる / かっぽんかっぽん / ブルーリバー / スカイラブハリケーン / いぬ / 田畑藤本 / ボーイフレンド / ホシカワ / 笑撃戦隊 / ゴールデンエイジ / ぐりんぴーす                                                                 |
| 5  | 7月25日（8月OA分）    | 夜   | モグライダー / ルシファー吉岡 / ドリーマーズ / リンゴスター / わらふぢなるお / ザ・ツイスターズ / タイムボム / ドドん / ANZEN漫才 / バケモンズ / 湘南デストラーデ / テキサスクローバー / トムソーヤ / ピーマンズスタンダード / やさしいズ / ダイタク / ばんどーら / モンブランズ                                                    |
| 6  | 8月22日（9月OA分）    | 昼   | ラフレクラン / テゴネハンバーグ / ロビンソンズ / ピーマンズスタンダード / ねじ / ヤーレンズ / 勝又 / サツマカワRPG / コーヒールンバ / ガソリン / トンツカタン / フルパワーズ / わらふぢなるお / 南国バカンス / エル・カブキ / カミナリ / すいたんすいこう / 曇天三男坊                                                              |
| 6  | 8月22日（9月OA分）    | 夜   | ウエストランド / ルシファー吉岡 / ニューヨーク / 横澤夏子 / 鬼越トマホーク / メイプル超合金 / にわとりヘッド / ザ・パーフェクト / ホシカワ / 巨匠 / 馬鹿よ貴方は / ブルーセレブ / ドドん / ANZEN漫才 / ジェットカンフル / Yes-man / マッハスピード豪速球 / コーヒールンバ                                                           |
| 7  | 9月26日（10月OA分）   | 昼   | お見送り芸人しんいち / 加藤ミリガン / ロビンソンズ / わらふぢなるお / サツマカワRPG / ねじ / サッチ / ゆにばーす / 鬼越トマホーク / 空気階段 / ジェラードン / くるくる / ランジャタイ / ホシカワ / 巨匠 / 西村 / トムソーヤ ほか |
| 7  | 9月26日（10月OA分）   | 夜   | ローズヒップファニーファニー / シャイニングスターズ / 松尾アトム前派出所 / ミヤシタガク / 田畑藤本 / スパイク / 猫塾 / 勝又 / ヤングウッズ / もんきーちゃんねる / ダイマル / 横浜ヨコハマ / エーデルワイス / リンゴスター / ドリーマーズ / だーりんず / ギフト☆矢野 ほか                                                            |
| 8  | 10月24日（11月OA分）  | 昼   | ランパンプス / サンシャイン / ジェラードン / SxL / おとぎばなし / パニーニ / ギャルズ / クロヤギ ほか |
| 8  | 10月24日（11月OA分）  | 夜   | 猫塾 / ラフレクラン / GAG少年楽団 / ゴッホ向井ブルー / ヤングウッズ / メッツ / 脳みそ夫 / シティホテル3号室 / ANZEN漫才 ほか |
| 9  | 11月21日（12月OA分）  | 昼   | 馬鹿よ貴方は / ストレッチーズ / ヤーレンズ / フレンチぶる / カラフルトランプ / Yes-man / 巨匠 / S×L / 湘南デストラーデ / ソフトアタッチメント / 唱和シェアリング / ジグザグジギー / モグライダー / エル・カブキ / ルシファー吉岡 / 鬼越トマホーク / ダイタク / マヂカルラブリー / ゆにばーす / 曇天三男坊                           |
| 9  | 11月21日（12月OA分）  | 夜   | ラブレターズ / ロビンソンズ / 銀河と牛 / わらふぢなるお / だーりんず / プラスワン / ガーデン砂漠 / 笑撃戦隊 / シャイニングスターズ / ぽ～くちょっぷ / タイムボム / ブルーリバー / ブルーセレブ / ジャイアントジャイアン / ドリーマーズ / ピーマンズスタンダード / 相席スタート / サンシャイン / 横澤夏子 / 田畑藤本 / 空気階段      |
| 10 | 12月19日（翌1月OA分） | 昼   | ジグザグジギー / モグライダー / ルシファー吉岡 / パーマ大佐 / ロックス / こじらせハスキー / ヤーレンズ / 忍ケンタウロス / Aマッソ / ギフト☆矢野 / マッハスピード豪速球 / わらふぢなるお / カラフルトランプ / Yes-man / 鬼越トマホーク / テゴネハンバーグ / 横澤夏子 / 空気階段 / スタンダップコーギー                               |
| 10 | 12月19日（翌1月OA分） | 夜   | ドドん / ジャイアントジャイアン / ウエストランド / ネコニスズ / ミヤシタガク / 俺はゴミじゃない / 第2PK / ザ・パーフェクト / ストレッチーズ / さすらいラビー / なんぶ桜 / パンダユナイテッド / ブルーセレブ / 魂ず / アナクロニスティック / ダンビラムーチョ / タモンズ / 相席スタート / すごい論 / ピーマンズスタンダード          |

### 2016年
| 回 | 日                    | 昼夜 | 出演者 |
| -- | --------------------- | ---- | --- |
| 11 | 1月23日（2月OA分）    | 昼   | 脳みそ夫 / グリーンマンション / ミヤシタガク / 勝又 / ぺこぱ / 湘南デストラーデ / だーりんず / 無戦RUN / メルヘン須長 / ヤーレンズ / トキヨアキイ / ブルーリバー / エル・カブキ / 大黒天 / 桐谷健吾 / ホタテーズ / 錦鯉 / 少年スナフキン / ヨコハマホームラン / やさしいズ                                                                  |
| 11 | 1月23日（2月OA分）    | 夜   | わらふぢなるお / カミナリ / ロングロング / ジャイアントジャイアン / ANZEN漫才 / カズマ・スパーキン / ギフト☆矢野 / ガール座 / キャメルトロフィー / ルシファー吉岡 / ねじ / シャイニングスターズ / ペンギンズ / ロビンソンズ / シンプル / かつおぶし / トンツカタン / モダンボーイズ / 空気階段 / 鬼越トマホーク                             |
| 12 | 2月20日（3月OA分）    | 昼   | モグライダー / エル・カブキ / 浜辺のウルフ / すとろんぐカラ～ / 伊村製作所 / 馬鹿よ貴方は / 荒ぶる神々 / ブルーリバー / 錦鯉 / カラフルトランプ / 藤子 / ドドん / 魂ず / 三福エンターテイメント / ぐりんぴーす / カントリーズ / メカイノウエ / サツマカワRPG / ボーイフレンド / ザ☆忍者                                                     |
| 12 | 2月20日（3月OA分）    | 夜   | わらふぢなるお / ペンギンズ / シンプル / ORIE / かつおぶし / THE TAKAZAKI / ルシファー吉岡 / ベティ / 松尾アトム前派出所 / シティホテル3号室 / ベビーシムズ / トンツカタン / アンパサンド / 勝又 / ぺこぱ / ロビンソンズ / ジャイアントジャイアン / 井下好井 / まっかちん / ダンビラムーチョ                                                |
| 13 | 3月26日（4月OA分）    | 昼   | ジグザグジギー / ルシファー吉岡 / ヤーレンズ / ジェットカンフル / ジャガモンド / がんぐ / ジョーカーズ / サイクロンシェンロン / ネコニスズ / ミヤシタガク / ブルーリバー / ブラットピーク / 真空ジェシカ / ネルソンズ / ベイビーギャング / 井下好井 / 錦鯉 / ぺこぱ / カミナリ / 浜辺のウルフ / マツモトクラブ                              |
| 13 | 3月26日（4月OA分）    | 夜   | エル・カブキ / ロビンソンズ / ピーマンズスタンダード / タブレット純 / たぬきごはん / 有明ポスター / ビスケット / ニュークレープ / ANZEN漫才 / シンプル / ロリィタ族。 / 阿佐ヶ谷姉妹 / 大福 / ゆにばーす / ななまがり / 鶏あえず / 空気階段 / ドリーマーズ / オナジミチ / なんぶ桜 / 大黒天                                                 |
| 14 | 4月30日（5月OA分）    | 昼   | モグライダー / ピーマンズスタンダード / セバスチャン / 伊村製作所 / まじかる☆あやか / ジャイアントジャイアン / 石出奈々子 / 街裏ぴんく / ADVANCE / ザ・パーフェクト / ペンギンズ / リンゴスター / ミヤシタガク / わらふぢなるお / カミナリ / ゾフィー / 湘南デストラーデ / 相席スタート / 小森園ひろし / TEAM BANANA                        |
| 14 | 4月30日（5月OA分）    | 夜   | ロビンソンズ / エル・カブキ / ルシファー吉岡 / 馬鹿よ貴方は / かつおぶし / あつやきたまご / マッハスピード豪速球 / ニュークレープ / ぐりんぴーす / むらせ / パニーニ / カントリーズ / シャイニングスターズ / ザ・フライ / さくらエビ / ネコニスズ / ハルカラ / ななまがり / ランパンプス / インディアンス                                   |
| 15 | 5月21日（6月OA分）    | 昼   | だーりんず / ギフト☆矢野 / ハルカラ / ニコ / ホタテーズ / メルヘン須長 / モグライダー / エル・カブキ / ゾフィー / ブルーセレブ / ぽ～くちょっぷ / タイムボム / プアーズ / ドドん / もりせいじゅ / 昨日のカレーを温めて / 東京アヴァンギャルド / インディアンス / 空気階段 / 小森園ひろし                                                    |
| 15 | 5月21日（6月OA分）    | 夜   | コーヒールンバ / ヒコロヒー / フレンチぶる / サッチ / ぺこぱ / セェキットン / ぶらっくさむらい / はまこ・テラこ / ルシファー吉岡 / ザ・フライ / ダトウキョク / ウエストランド / シティホテル3号室 / 清水たぁー / シンプル / ふぇありーきっす。 / カミナリ / アイロンヘッド / ギガスラッシュ!! / 鬼越トマホーク                              |
| 16 | 6月25日（7月OA分）    | 昼   | ピーマンズスタンダード / ジグザグジギー / 浜村凡平 / ANZEN漫才 / フレンチぶる / ザ・パーフェクト / ちゃちゃ丸 / カミナリ / トチギフ / マッハスピード豪速球 / おせつときょうた / ロビンソンズ / コンパス / チャイスー / ハリウリサ / ヤングウッズ / さらば青春の光 / 小森園ひろし / アイロンヘッド / ななまがり / ボーイフレンド             |
| 16 | 6月25日（7月OA分）    | 夜   | ヤーレンズ / トキヨアキイ / ルシファー吉岡 / せとたけお / コル / ニュークレープ / ジャイアントジャイアン / ジャパネーズ / ローズヒップファニーファニー / とりゅふ / ぐりんぴーす / ガッチキール / わらふぢなるお / かっぽんかっぽん / ネコニスズ / 脳みそ夫 / ふぇありーきっす。 / こぐれ / TEAM BANANA / シマッシュレコード / ラフレクラン |
| 17 | 7月23日（8月OA分）    | 昼   | 伊村製作所 / モグライダー / カントリーズ / 湘南デストラーデ / ロビンソンズ / Aマッソ / シルキーライン / ねじ / 荒ぶる神々 / サッチ / ジャパネーズ / インデペンデンスデイ / 俺はゴミじゃない / メカイノウエ / オズワルド / 猫塾 / 田畑藤本 / タブレット純                                                                                    |
| 17 | 7月23日（8月OA分）    | 夜   | 笑撃戦隊 / 土佐兄弟 / ジグザグジギー / ルシファー吉岡 / カズマ・スパーキン / おとぎばなし / ハッピーエンド / ブーメラン学園 / 二馬力 / 青年タイアップ / ヨコハマホームラン / 井下好井 / ななまがり / あがすけ / シンプル / アメリカンコミックス / TEAM近藤 / 松尾アトム前派出所 / コル                                                      |
| 18 | 8月27日（9月OA分）    | 昼   | トンツカタン / ドリーマーズ / 馬稼業 / ネコニスズ / 熊川シュウワ / マザーテラサワ / ジャイアントジャイアン / ブルーザー / ザ・ツイスターズ / モグライダー / エル・カブキ / ロビンソンズ / カンフーガール / ハぐキッス / ロングロング / タモンズ / アイロンヘッド / サルゴリラ / トーキョーハコクラブ                                        |
| 18 | 8月27日（9月OA分）    | 夜   | ぺこぱ / プラスワン / 東京アヴァンギャルド / かつおぶし / THE TAKAZAKI / チバハラ / 第2PK / ANZEN漫才 / わらふぢなるお / ジグザグジギー / ルシファー吉岡 / クルスパッチ / 寺田寛明 / ハッピーエンド / 空気階段 / TEAM近藤 / ラ・ラベスト / フランキー                                                                                       |
| 19 | 10月29日（11月OA分）  | 昼   | ゾフィー / リニア / フライアウトワンマン / ザ・パーフェクト / ひよしなかよし / ぐりんぴーす / プアーズ / ルシファー吉岡 / カントリーズ / ハルカラ / FREE MONKEY / ゴッホ向井ブルー / 伊村製作所 / コーヒールンバ / インディアンス / ザ☆忍者 / 男性ブランコ / ダイタク / マザー・テラサワ                                                    |
| 19 | 10月29日（11月OA分）  | 夜   | ギフト☆矢野 / ノオト / シンプル / シャイニングスターズ / ぺこぱ / がるるまん / ANZEN漫才 / インデペンデンスデイ / パーパー / コル / サツマカワRPG / フレンチぶる / レッドガオ / セクシーパクチー / 廣瀬優 / ふぇありーきっす。 / ばっくパック / かっぽんかっぽん / まんじゅう大帝国                                                         |
| 20 | 11月26日（12月OA分）  | 昼   | ホタテーズ / ヤングウッズ / カラフルトランプ / 三福エンターテイメント / 湘南デストラーデ / ふみつけ大将軍 / ドドん / エル・カブキ / ハナコ / モグライダー / アントワネット / ルシファー吉岡 / 荒ぶる神々 / コンパス / ロビンソンズ / 鬼越トマホーク / テゴネハンバーグ / すゑひろがりず / 小森園ひろし                                      |
| 20 | 11月26日（12月OA分）  | 夜   | アナクロニスティック / 魂ず / トムソーヤ / すっきりソング / まめのき / ペンギンズ / タイムボム / ヤーレンズ / ニュークレープ / マスオチョップ / わらふぢなるお / ザ・ツイスターズ / のばしぼん / キズマシーン / 孔雀団 / かつおぶし / THE TAKAZAKI / ダンビラムーチョ / 廣瀬優                                                              |
| 21 | 12月24日（翌1月OA分） | 昼   | すっきりソング / ハッピーエンド / 真空ジェシカ / ルシファー吉岡 / パーパー / きつね / ヤーレンズ / フレンチぶる / トキヨアキイ / はなしょー / 新作のハーモニカ / アメリカンコミックス / ぺこぱ / プラスワン / ゆにばーす / ロビンソンズ / ななまがり / シマウマフック / TEAM BANANA                                                         |
| 21 | 12月24日（翌1月OA分） | 夜   | だーりんず / ダンシングヒーロー / ロマン峠 / おとぎばなし / カラフルトランプ / はしこばし / エル・カブキ / コル / ネコニスズ / シティホテル3号室 / わらふぢなるお / 東京ホテイソン / ペンギンズ / ニコ / やさしいズ / TEAM近藤 / ゴッホ向井ブルー / アイロンヘッド / ヨコハマホームラン                                                     |

### 2017年
| 回 | 日                    | 昼夜 | 出演者 |
| -- | --------------------- | ---- | --- |
| 22 | 1月21日（2月OA分）    | 昼   | ブラットピーク / 脳みそ夫 / XXCLUB / かつおぶし / 北のほまれ / ニュークレープ / 全力じじぃ / マツモトクラブ / エル・カブキ / サメゾンビ / ふぇありーきっす。 / ルシファー吉岡 / えれきぃ～ず / ザ・パーフェクト / タイムボム / 井下好井 / LOVE / 高校ズ / ペコリーノ / マッハスピード豪速球 / バベル                                   |
| 22 | 1月21日（2月OA分）    | 夜   | じぐざぐ / さくらエビ / 四千頭身 / コーヒールンバ / アモーン / もりせいじゅ / マカロン / ヒコロヒー / なおよし / わらふぢなるお / ADVANCE / せとたけお / モグライダー / シューマッハ / マヂカルラブリー / まっかちん / ぷりずん。 / しゃかりき / 空気階段 / キズマシーン                                                               |
| 23 | 2月18日（3月OA分）    | 昼   | フレンチぶる / お見送り芸人しんいち / マーチ / すっきりソング / 錦鯉 / きらめくあした / 浜村凡平 / ぐりんぴーす / パーマ大佐 / ルシファー吉岡 / Aマッソ / マイペース / 俺はゴミじゃない / 清水たぁー / ロビンソンズ / 猫塾 / ラフレクラン / おばたのお兄さん / ネルソンズ                                                              |
| 23 | 2月18日（3月OA分）    | 夜   | まんじゅう大帝国 / 街裏ぴんく / インデペンデンスデイ / マジメニマフィン / ふみつけ大将軍 / フカミドリ / ハナコ / イヌコネクション / エル・カブキ / 卯月 / 馬稼業 / ミライパレード / シャイニングスターズ / カカロニ / FREE MONKEY / サンシャイン / 春夏秋冬 / トーキョーハコクラブ / サルゴリラ / 男性ブランコ                         |
| 24 | 3月18日（4月OA分）    | 昼   | ロビンソンズ / 紺野ぶるま / ねじ / トム・ブラウン / ゴッホ向井ブルー / ジャイアントジャイアン / マカロン / ギフト☆矢野 / 四千頭身 / カントリーズ / フカミドリ / サメゾンビ / お見送り芸人しんいち / おとぎばなし / ボーイフレンド / エマ / ネルソンズ / うなぎ～ず / 廣瀬優                                                            |
| 24 | 3月18日（4月OA分）    | 夜   | サツマカワRPG / フレンチぶる / ドドん / ジェットカンフル / メカイノウエ / プラスワン / セェキットン / はなしょー / エル・カブキ / せとたけお / ルシファー吉岡 / リニア / 吉住 / ロングロング / わらふぢなるお / ブラゴーリ / そいつどいつ / ペンシルズ / ななまがり / 街裏ぴんく                                                       |
| 25 | 4月29日（5月OA分）    | 昼   | ニュークレープ / ジャウー / ペッパーボーイズ / ハルカラ / センターうるし / マカロン / ぽ～くちょっぷ / ザ・パーフェクト / エル・カブキ / わたなべるんるん / おとぎばなし / 卯月 / 小森園ひろし / ピケ / マザー・テラサワ / ロビンソンズ / プアーズ / コマンダンテ / はまこ・テラこ                                                     |
| 25 | 4月29日（5月OA分）    | 夜   | サツマカワRPG / トリグミ / だーりんず / マルコ / ガッチキール / ポケットパラダイス / ザ・ツイスターズ / シティホテル3号室 / ネコニスズ / カントリーズ / サメゾンビ / アナクロニスティック / ペコリーノ / マドンナ / すゑひろがりず / 街裏ぴんく / トキヨアキイ / ハナコ / 井下好井                                                     |
| 26 | 5月27日（6月OA分）    | 昼   | 伊村製作所 / マッハスピード豪速球 / 錦鯉 / ハッピーエンド / ぶるんぼ / ゴッホ向井ブルー / まんぷくフーフー / モグライダー / スタンダップコーギー / カナメストーン / 脳みそ夫 / はまこ・テラこ / 東京ホテイソン / トリグミ / フレンチぶる / ひみつスナイパー健 / サンシャイン / 鬼越トマホーク / 俺はゴミじゃない / ベーコン / カラタチ |
| 26 | 5月27日（6月OA分）    | 夜   | ゾフィー / ぺこぱ / 千葉チューセッツ / ぶらっくさむらい / フランスピアノ / 紺野ぶるま / ガール座 / フカミドリ / 新作のハーモニカ / エル・カブキ / ドリンクバー / 松尾アトム前派出所 / まんじゅう大帝国 / かつおぶし / ヤーレンズ / わらふぢなるお / ピケ / インディアンス / TEAM近藤 / アマレス兄弟 / ムニムニヤエバ                   |
| 27 | 6月24日（7月OA分）    | 昼   | ジャイアントジャイアン / オーストラリア / ロングロング / すっきりソング / ふみつけ大将軍 / ベストフレンズ / ゆーびーむ☆ / フカミドリ / パーパー / さんだる / ヤーレンズ / ジャガモンド / マッハスピード豪速球 / 熊川シュウワ / アイロンヘッド / ネルソンズ / 田畑藤本 / プラスワン / イブンカ / ナイチンゲールダンス                   |
| 27 | 6月24日（7月OA分）    | 夜   | Aマッソ / くるくる / トーキョーハコクラブ / マカロン / ロビンソンズ / 寺田寛明 / バーニーズ / 浜辺のウルフ / わらふぢなるお / 魂ず / ガーネット / 岡田桜井 / フレンチぶる / キンボシ / うるとらブギーズ / 早川トモロー / コマンダンテ / フランスピアノ / XXCLUB / 廣瀬優                                                               |
| 28 | 7月29日（8月OA分）    | 昼   | センターうるし / キズマシーン / 街裏ぴんく / トンツカタン / 卯月 / ホタテーズ / SF世紀宇宙の子 / リクロジー / シルキーライン / Aマッソ / 千葉チューセッツ / ペンシルズ / パーパー / サメゾンビ / 兜蟹 / ゆにばーす / THE GREATEST HITS / かわの傘いらない。 / ラフレクラン                                                             |
| 28 | 7月29日（8月OA分）    | 夜   | マイペース / まめのき / 湘南デストラーデ / 矢野号 / 真空ジェシカ / ニュークレープ / 上木恋愛研究所 / バベル / オナジミチ / ロビンソンズ / ネコニスズ / ウエスオランド / セェキットン / コル / かが屋 / ザ・パーフェクト / かつおぶし / ペコリーノ / シマッシュレコード / ガンバレルーヤ                                                |
| 29 | 8月19日（9月OA分）    | 昼   | ヤングウッズ / メッツ / 岡野陽一 / シャイニングスターズ / Kittan / ナイチンゲールダンス / 錦鯉 / フランスピアノ / ダンシングヒーロー / アイロンヘッド / ギフト☆矢野 / 男性ブランコ / 男スペシャル / モグライダー / 浜村凡平 / みちばたコンサート / プーケットマーケット / まんぷくフーフー / お見送り芸人しんいち                      |
| 29 | 8月19日（9月OA分）    | 夜   | 松尾アトム前派出所 / ドドん / 上木恋愛研究所 / ロマン峠 / Groovy Rubbish / ムニムニヤエバ / ピケ / ダイタク / マザーテラサワ / ジェラードン / フカミドリ / バーニーズ / 俺はゴミじゃない / こゝろ / クロコップ / サツマカワRPG / わらふぢなるお / 新作のハーモニカ / ザ・バーディーズ                                                  |
| 30 | 10月28日（11月OA分）  | 昼   | ニュークレープ / ゾフィー / わらふぢなるお / 街裏ぴんく / パニーニ / だーりんず / ぼっけもん / ジャガモンド / アントワネット / 八田荘 / 卯月 / ターリーターキー / きしたかの / サメゾンビ / ネコニスズ / シティホテル3号室 / いるかパンチ / 江戸川キャデラック                                                                         |
| 30 | 10月28日（11月OA分）  | 夜   | カカロニ / 石出奈々子 / 上木恋愛研究所 / ぐりんぴーす / や団 / かぎしっぽ / ヤーレンズ / 浜村凡平 / コル / ぺこぱ / セェキットン / フレンチぶる / フランスピアノ / ママタルト / TEAM近藤 / うるとらブギーズ / アイロンヘッド / TEAM BANANA                                                                                             |
| 31 | 11月25日（12月OA分）  | 昼   | わらふぢなるお / カカロニ / シルキーライン / マツモトクラブ / 馬鹿よ貴方は / ヒコロヒー / おはよーサンフランシスコ / アマレス兄弟 / エル・カブキ / 完熟フレッシュ / シンクロニシティ / 街裏ぴんく / ガクヅケ / ストレッチーズ / もりせいじゅ / いるかパンチ / レインボー / コロナクラウン / オッパショ石                               |
| 31 | 11月25日（12月OA分）  | 夜   | ふみつけ大将軍 / マカロン / いい塩梅 / ロングロング / たぬきごはん / 紺野ぶるま / キズマシーン / ザ・パーフェクト / 下町ミュンスター / サツキ / まんじゅう大帝国 / ニッキューナナ / ADVANCE / さすらいラビー / ななまがり / 鬼越トマホーク / ゆにばーす / エーデルワイス                                                               |
| 32 | 12月23日（翌1月OA分） | 昼   | すっきりソング / 岡野陽一 / 真空ジェシカ / リボンズ / セバスチャン / ブリキカラス / タイーク / ドリンクバー / ぐりんぴーす / ヤーレンズ / フカミドリ / 街裏ぴんく / キンカ / ロングロング / お見送り芸人しんいち / ネコニスズ / ペコリーノ / バニラボックス                                                                            |
| 32 | 12月23日（翌1月OA分） | 夜   | ホイップ坊や / トンツカタン / 吉住 / フランスピアノ / クロコップ / ばくれつパンダ / カントリーズ / モグライダー / まんじゅう大帝国 / カカロニ / ポンループ / タイムボム / サツキ / ザ・バーディーズ / やさしいズ / ダンビラムーチョ / ザ・パーフェクト / THE GREATEST HITS                                                             |

### 2018年
| 回 | 日                    | 昼夜 | 出演者 |
| -- | --------------------- | ---- | --- |
| 33 | 1月20日（2月OA分）    | 昼   | 紺野ぶるま / ガール座 / 小野島徹 / マドンナ / 廣瀬優 / レインボー / 東京ホテイソン / どんぐりパワーズ / ジャイアントジャイアン / バスターキートン / ギフト☆矢野 / 錦鯉 / 宮下草薙 / コル / カナメストーン / ハルカラ / ヤーレンズ / ジャガモンド                                                                |
| 33 | 1月20日（2月OA分）    | 夜   | キズナ / にほんばれ / コーヒールンバ / 飴色ギミック / ミヤシタガク / 小森園ひろし / わらふぢなるお / 江戸川キャデラック / いまさらジャンプ / Gパンパンダ / ファイヤーサンダー / ニュークレープ / マカロン / ロングアイランド / まとばゆう / ひぐま岬 / ガクヅケ / エル・カブキ                                  |
| 34 | 2月17日（3月OA分）    | 昼   | キュウ / マアーテラサワ / フランスピアノ / リクロジー / ヤマダイラー / ニュークレープ / ジョリー惑星 / サツマカワRPG / ゴッホ向井ブルー / ネコニスズ / まんじゅう大帝国 / 卯月 / お見送り芸人しんいち / コマンダンテ / ネルソンズ / そいつどいつ / 世間知らズ / きしたかの / サメゾンビ / 浜村凡平              |
| 34 | 2月17日（3月OA分）    | 夜   | マッハスピード豪速球 / 上木恋愛研究所 / 馬鹿よ貴方は / ロビンソンズ / ふーみん / クルスパッチ / シティホテル3号室 / ベストフレンズ / ニダンギア / にほんばれ / ゆきち / キズナ / カカロニ / タイムボム / バニラボックス / 3時のヒロイン / うるとらブギーズ / サンジェルマン / フカミドリ / ナイチンゲールダンス |
| 35 | 3月24日（4月OA分）    | 昼   | たぬきごはん / ミヤシタガク / 湘南デストラーデ / ホイップ坊や / 四千頭身 / ぐりんぴーす / カカロニ / マッハスピード豪速球 / ペッパーボーイズ / エル・カブキ / サンシャイン / 魔族 / シャイニングスターズ / おせつときょうた / かつおぶし / チャイスー / ガーデン砂漠 / キズナ                                   |
| 35 | 3月24日（4月OA分）    | 夜   | セバスチャン / ハッピー遠藤 / XXCLUB / 松尾アトム前派出所 / ちゃちゃ丸 / 中村涼子 / 笑撃戦隊 / ロングアイランド / ディープインパクト仲松 / バベル / 馬鹿よ貴方は / フカミドリ / サスペンダーズ / ハルカラ / ななまがり / サツマカワRPG / やさしいズ / ブラゴーリ                                                |
| 36 | 4月28日（5月OA分）    | 昼   | ぺこぱ / メルヘン須永 / 観音日和 / 街裏ぴんく / ジャイアントジャイアン / ガクヅケ / 宮下草薙 / エル・カブキ / だーりんず / 男性ブランコ / 魔人無骨 / ペコリーノ / ネコニスズ / ジャガモンド / ラ・ラベスト / 魔族 / ギャースカランド / ゴッホ向井ブルー                                                         |
| 36 | 4月28日（5月OA分）    | 夜   | わらふぢなるお / ディープインパクト仲松 / おとぎばなし / 吉住 / もりせいじゅ / キラキラ関係 / アマレス兄弟 / ファイヤーサンダー / いい塩梅 / ロビンソンズ / ブレイブストーリー / 浜村凡平 / さすらいラビー / EXIT / ランパンプス / アメリカンコミックス / セバスチャン / 大自然                                 |
| 37 | 5月19日（6月OA分）    | 昼   | シティホテル3号室 / きつね / Aマッソ / ウェンズデイズ / フランスピアノ / ポンループ / 卯月 / 真空ジェシカ / バベル / 馬鹿よ貴方は / タイーク / 矢野号 / モグライダー / かつおぶし / ラフレクラン / めろんトリガー / サカサトーキョー / ストレッチーズ                                                           |
| 37 | 5月19日（6月OA分）    | 夜   | まんじゅう大帝国 / マリオネットブラザーズ / キズマシーン / マカロン / ギフト☆矢野 / にほんばれ / はまこ・テラこ / コーヒールンバ / クルスパッチ / 街裏ぴんく / ガール座 / ザ・バーディーズ / バーニーズ / コル / ガクヅケ / TEAM BANANA / THIS IS パン / サツキ / はなび                                        |
| 38 | 6月23日（7月OA分）    | 昼   | ペッパーボーイズ / サニーテンポ / ディープインパクト仲松 / ホタテーズ / ハリウリサ / いるかパンチ / 廣瀬優 / ナイチンゲールダンス / エル・カブキ / 猫塾 / トンツカタン / ハナコ / ソシコ / 紺野ぶるま / ハッピー遠藤 / キズマシーン / サメゾンビ                                                                |
| 38 | 6月23日（7月OA分）    | 夜   | ミヤシタガク / ネコニスズ / わらふぢなるお / ポンループ / インディアンス / ネルソンズ / はしこばし / マドンナ / うるとらブギーズ / 新作のハーモニカ / アントワネット / ロマン峠 / バオバブ / ぐりんぴーす / さすらいラビ― / バベル / ママタルト / カナメストーン                                                |
| 39 | 7月21日（8月OA分）    | 昼   | フランスピアノ / 街裏ぴんく / 真夜中クラシック / 知念 / ヤーレンズ / バニラボックス / 土佐兄弟 / ななまがり / ピンタンパン / アイロンヘッド / トンツカタン / シンクロニシティ / 太陽の小町 / うたマン / ぐりんぴーす / シティホテル3号室 / ホイップ坊や / ぴろしき                                              |
| 39 | 7月21日（8月OA分）    | 夜   | わらふぢなるお / カカロニ / ゆとりちゃん☆ / オッパショ石 / サツマカワRPG / 魔人無骨 / やわら / 電氣ブラン / 大自然 / ファイヤーサンダー / アンダーパー / ロマン峠 / まんじゅう大帝国 / さすらいラビー / プリズムシャワー / ふみつけ大将軍 / はまこ・テラこ / PLANET LEGEND 大西健介                             |
| 40 | 8月18日（9月OA分）    | 昼   | ぽんぽこ / お見送り芸人しんいち / ゴッホ向井ブルー / 一本槍 / フカミドリ / ばんどーら / 湘南デストラーデ / キュンキュンパフェ / ジョウダンアオナナテンパイ / 街裏ぴんく / オズワルド / サンシャイン / 男性ブランコ / タイムボム / ザ・アンモナイト / 吉住 / ドドん / ユースフルデイズ                           |
| 40 | 8月18日（9月OA分）    | 夜   | ヤマメ / ポンループ / ヒコロヒー / エル・カブキ / 赤もみじ / ダンシングヒーロー / じぐざぐ / シマウマフック / いかちゃんとギガ / ぐりんぴーす / ペコリーノ / ママタルト / オッパショ石 / ダンビラムーチョ / ザ・パーフェクト / エーデルワイス / トキヨアキイ / ウエストランド / デニス                          |
| 41 | 10月27日（11月OA分）  | 昼   | まんじゅう大帝国 / ミヤシタガク / アンダーパー / トム・ブラウン / 街裏ぴんく / 宮下草薙 / ばんどーら / エル・カブキ / ウェンズデイズ / ニュークレープ / マリオネットブラザーズ / カカロニ / フランスピアノ / チャイスー / プリズムシャワー / ウドントミカン / 鬼越トマホーク / ネイチャーバーガー / スイラン    |
| 41 | 10月27日（11月OA分）  | 夜   | ダニエルズ / ザ・マミィ / しんぷる内藤 / クロコップ / サツマカワRPG / ポテンヒット / ママタルト / ザ・パーフェクト / 馬鹿よ貴方は / アマレス兄弟 / 浜村凡平 / スタンダップコーギー / 錦鯉 / おちもり / 魔族 / なにわプラッチック / シンガリ / コマンダンテ / 魔人無骨                                           |
| 42 | 11月24日（12月OA分）  | 昼   | マッハスピード豪速球 / ヤマメ / 納言 / モンローズ / がじゅまる / くるくる / 岡野陽一 / ロマン峠 / サメゾンビ / ガクヅケ / フレンチぶる / ブリキカラス / さえぐさ鼻男 / キンボシ / 侍スライス / シシガシラ / インディアンス                                                                                      |
| 42 | 11月24日（12月OA分）  | 夜   | キュウ / バベル / ポンループ / 上木恋愛研究所 / アンダーパー / 真空ジェシカ / 美豚ズ / ナナフシギ / 赤もみじ / フカミドリ / ヤーレンズ / キズマシーン / 河邑ミク / ビジーストリート / 俺はゴミじゃない / ダイヤモンド / ダンビラムーチョ / LOVE                                                                 |
| 43 | 12月22日（翌1月OA分） | 昼   | ゾフィー / ソノヘンノ女 / お見送り芸人しんいち / スカーレット / ミヤシタガク / 合わせみそ / オズワルド / ひみつスナイパー健 / フカミドリ / カートマン / うるとらブギーズ / TEAM近藤 / トロピカルマーチ / ナイチンゲールダンス / 納言 / ヒコロヒー / マイスクールガール / 犬カブトムシ                           |
| 43 | 12月22日（翌1月OA分） | 夜   | あがすけ / ロビンソンズ / ダニエルズ / ペッパーボーイズ / アンダーパー / 根菜キャバレー / ママタルト / 石出奈々子 / ドリンクバー / エル・カブキ / 廣瀬優 / サンシャイン / ストレッチーズ / ガーリィレコード / ななまがり / オッパショ石 / モッツァレラ気分 / 一本槍 / トム・ブラウン                            |

### 2019年
| 回 | 日                    | 昼夜 | 出演者 |
| -- | --------------------- | ---- | --- |
| 44 | 1月19日（2月OA分）    | 昼   | おとぎばなし / ゾフィー / ヤマメ / エイトブリッジ / ロビンソンズ / フタリシズカ / ファイヤーサンダー / かつおぶし / アマレス兄弟 / ボク / カントリーズ / かが屋 / ジャイアントジャイアン / がじゅまる / 魔人無骨 / 男性ブランコ / ランパンプス / ぬらぬら / ハッピー遠藤                                            |
| 44 | 1月19日（2月OA分）    | 夜   | バオバブ / ダニエルズ / わらふぢなるお / キュウ / マカロン / ゼスト / Gパンパンダ / 女将 / 春組織 / サメゾンビ / ザ・バーディーズ / まんぷくユナイテッド / エジソンドライブ / ドッチモドッチ / 犬カブトムシ / ハルカラ / マイスクールガール / うるとらブギーズ / はなしょー                                         |
| 45 | 2月16日（3月OA分）    | 昼   | 根菜キャバレー / マッハスピード豪速球 / おちもり / 街裏ぴんく / ゾフィー / アントワネット / ダーヨシ / バッドナイス常田 / ネギゴリラ / ロマン峠 / バッチトゥース / ザ・マミィ / カントリーズ / かが屋 / ラ・ラベスト / ホープマンズ / THIS IS パン / バベル / 駆け抜けて軽トラ / ロビンソンズ                       |
| 45 | 2月16日（3月OA分）    | 夜   | サツキ / 松尾アトム前派出所 / エスファイブ / くるくる / ギフト☆矢野 / 4000年に一度咲く金指 / 土佐兄弟 / わらふぢなるお / カカロニ / キラキラ関係 / 川井 / エル・カブキ / シンプソン / フカミドリ / 徳原旅行 / 江戸川キャデラック / バニラボックス / サンジェルマン / ソノシート / 森本サイダー / 岡田桜井           |
| 46 | 3月23日（4月OA分）    | 昼   | ユメマナコ / お見送り芸人しんいち / ティモンディ / ジョウダンアオナナテンパイ / バッチトゥース / めろんぱん / マザー・テラサワ / コル / 徳原旅行 / トンツカタン / Groovy Rubbish / ニュークレープ / 石出奈々子 / キュウ / ソルティメルティ / ねこじゃらし / 金魚番長 / 侍スライス / ナイチンゲールダンス / 河邑ミク |
| 46 | 3月23日（4月OA分）    | 夜   | モンローズ / ポンループ / フランスピアノ / 女将 / マゼランブル / 青色1号 / ガクヅケ / モグライダー / もりせいじゅ / トゥルットゥー / ヒコロヒー / 真空ジェシカ / トキヨアキイ / シティホテル3号室 / ネコニスズ / どんぐりたけし / スイラン / アイロンヘッド / さんだる / ナミダバシ                                 |
| 47 | 4月27日（5月OA分）    | 昼   | コスモスライダー / エイトブリッジ / きつね / XXCLUB / 吉住 / バオバブ / ジュウジマル / ペッパーボーイズ / ザ・シーツ / オズワルド / ハラコ / カカロニ / ポンループ / 大自然 / モンローズ / ガッチキール / 森本サイダー / フカミドリ / カントリーズ / ひぐま岬                                                       |
| 47 | 4月27日（5月OA分）    | 夜   | サツマカワRPG / どんぐりたけし / キャメロン / アンダーパー / おとぎばなし / 俺はゴミじゃない / ぬえ / ダニエルズ / プール / バガリア / ウキョウ / しゃかりき / わらふぢなるお / サツキ / ママタルト / 青色1号 / 宮下草薙 / 押し出しましょう子 / ブリキカラス / エル・カブキ                                         |
| 48 | 5月25日（6月OA分）    | 昼   | 真空ジェシカ / ロマン峠 / ドドん / マジメニマフィン / ゾフィー / お見送り芸人しんいち / ガクヅケ / フランスギャル / とんとん拍子 / きしたかの / ファイヤーサンダー / ワラバランス / 岡田桜井 / 宮下草薙 / 太陽の小町 / 吉松ゴリラ / パンプキンポテトフライ / コーヒールンバ / ザ・パーフェクト / バッチトゥース     |
| 48 | 5月25日（6月OA分）    | 夜   | ザ・マミィ / オートクチュール / 上木恋愛研究所 / シンクロニシティ / ディープインパクト仲松 / コル / ネコロガール / シティホテル3号室 / くらげピザ / 新作のハーモニカ / ジャパネーズ / 四千頭身 / やわら / フレンチぶる / さすらいラビー / ムラサキケマン / 少年マングース / ママタルト / フレンチぶる / ぱろぱろ    |
| 49 | 6月22日（7月OA分）    | 昼   | ストレッチーズ / ロビンソンズ / ダメリーノ / ひつじねいり / 徳原旅行 / 青猿 / おしどり大名 / アナクロニスティック / がじゅまる / 元祖いちごちゃん / 4000年に一度咲く金指 / フランスピアノ / ヤーレンズ / 一本槍 / ジャパネーズ / サンシャイン / 男性ブランコ / アントワネット / だーりんず / ジャンゴ / 馬と魚      |
| 49 | 6月22日（7月OA分）    | 夜   | 納言 / 青色1号 / ダニエルズ / カナメストーン / フカミドリ / ホタテーズ / アンダーパー / 奈良原 / ガクヅケ / くるくる / わらふぢなるお / ティモンディ / 岡田桜井 / 森本サイダー / さんさんず / 錦鯉 / Gパンパンダ / ネイチャーバーガー / アマレス兄弟 / 令和ロマン                                                   |
| 50 | 7月20日（8月OA分）    | 昼   | マッハスピード豪速球 / ソノシート / ウエストランド / ゾフィー / 安心安全 / バオバブ / ターリーターキー / エイトブリッジ / Yes！アキト / マイペース / ブリキカラス / そいつどいつ / ザ・シーツ / おべんとばこ / きしたかの / バベル / スーパーメロディ / 小林ぼっち / ロビンソンズ / ジャパネーズ                    |
| 50 | 7月20日（8月OA分）    | 夜   | レーズンダイナマイト / ネコニスズ / 本多スイミングスクール / ポンループ / あはは / Groovy Rubbish / 根菜キャバレー / ママタルト / さんだる / さすらいラビー / 納言 / ヒコロヒー / スクールゾーン / ダイタク / オズワルド / 浜村凡平 / ひつじねいり / TEAM近藤 / フレンチぶる / きみえ                               |
| 51 | 8月31日（9月OA分）    | 昼   | ウキョウ / アイドル鳥越 / くまの子としちゃん / ステゴンダ / ジャイアントジャイアン / 徳原旅行 / エル・カブキ / ティモンディ / ママタルト / シンテンチ / ロマン峠 / パルテノンモード / そいつどいつ / ナミダバシ / サンプル / 4000年に一度咲く金指 / ギンギラギンのギン / や団                                       |
| 51 | 8月31日（9月OA分）    | 夜   | ちゃこーる / シュテンドウジ / ダニエルズ / 上木恋愛研究所 / ガクヅケ / カカロニ / レッドガオ / フランスギャル / サツキ / モンローズ / おしどり大名 / アンダーパー / 納言 / ネルソンズ / さんさんず / オッパショ石 / 小林ぼっち / 怪奇!YesどんぐりRPG                                                                |
| 52 | 9月23日（10月OA分）   | 昼   | コンコンパレード / ぽんぽこ / ジャパネーズ / 街裏ぴんく / スイッチヒッター / しんぷる内藤 / Gパンパンダ / ファイヤーサンダー / ロビンソンズ / シティホテル3号室 / キュウ / ぱろぱろ / エル・カブキ / ブリキカラス / たべごろピーチ / マリオネットブラザーズ / くるくる                                              |
| 52 | 9月23日（10月OA分）   | 夜   | ママタルト / ぺこぱ / マッハスピード豪速球 / 真夜中クラシック / スタミナパン / マツモトクラブ / 真空ジェシカ / あまからひやし / 女将 / ティモンディ / フランスピアノ / 岡野陽一 / 大自然 / ラフレクラン / ナイチンゲールダンス / ジュースマンズ / ゆかりてるみ                                                      |
| 53 | 10月19日（11月OA分）  | 昼   | 真夜中クラシック / イタリアン / パルテノンモード / アナクロニスティック / ヤマメ / キンタロー。 / ヤーレンズ / 蟹パーティー / ガクヅケ / トラまる / おちもり / さな / さすらいラビー / ファイヤーサンダー / ひぐま岬 / あらいぐまさんズ / いかすぜジョナサン / ロビンソンズ                                         |
| 53 | 10月19日（11月OA分）  | 夜   | ドドん / おとぎばなし / 吉住 / ヒコロヒー / おはよーサンフランシスコ / ポンループ / カカロニ / フカミドリ / 銀兵衛 / 根菜キャバレー / 赤もみじ / マカロン / キュンキュンパフェ / ジョウダンアオナナテンパイ / たまゆら学園 / ラタタッタ / うるとらブギーズ / カラタチ                                               |
| 54 | 11月30日（12月OA分）  | 昼   | ミヤシタガク / キュウ / 春とヒコーキ / ジョウダンアオナナテンパイ / ジュウジマル / なかよし / 翳りゆく部屋 / わらふぢなるお / ディープインパクト仲松 / TCクラクション / 男性ブランコ / 金魚番長 / バニラボックス / 全力じじぃ / まじん / ラランド / 愛のゼブラ / しんぼる / 徳原旅行                                |
| 54 | 11月30日（12月OA分）  | 夜   | ネコニスズ / 青色1号 / さすらいラビー / 男スペシャル / オールドトム / 魂ず / フランスピアノ / 小林ぼっち / ネイチャーバーガー / 入間国際宣言 / エジソンドライブ / 侍スライス / 土佐兄弟 / リンダカラー / フレンチぶる / キズマシーン / ばんどーら / エル・カブキ                                                    |
| 55 | 12月21日（翌1月OA分） | 昼   | へんてこぼういず / しんぷる内藤 / スペシャルワン / サツキ / ドドん / 上木恋愛研究所 / リップグリップ / エイトブリッジ / レーズンダイナマイト / ゾフィー / TCクラクション / 真夜中クラシック / マッハスピード豪速球 / くらげ / ウォンバット / 放課後ハートビート / ヤーレンズ / バベル / ギフト☆矢野                 |
| 55 | 12月21日（翌1月OA分） | 夜   | 吉住 / アンダーパー / ターリーターキー / アイドル鳥越 / ママタルト / モンローズ / キュウ / ひつじねいり / コル / シティホテル3号室 / ロビンソンズ / 世間知らズ / ぼる塾 / 大自然 / オッパショ石 / 岡田桜井 / いかすぜジョナサン / スタミナパン                                                                      |

### 2020年
| 回 | 日                    | 昼夜 | 出演者 |
| -- | --------------------- | ---- | --- |
| 56 | 1月18日（2月OA分）    | 昼   | TCクラクション / オールオッケー / さきぽん / ザ・パーフェクト / Yes！アキト / さすらいラビー / グリーンバンバン / ミヤシタガク / ふみつけ大将軍小仲 / スーパーニュウニュウ / きしたかの / 錦鯉 / ザ・シーツ / 世間知らズ / たまゆら学園 / リンダカラー                                         |
| 56 | 1月18日（2月OA分）    | 夜   | フランスピアノ / ポンループ / ザ・マミィ / じぐざぐ / ママタルト / シンテンチ / 矢野号 / ダニエルズ / フカミドリ / ガクヅケ / 俺はゴミじゃない / ベーコン / マリオネットブラザーズ / ジュウジマル / サンシャイン                                                                               |
| 57 | 2月22日（3月OA分）    | 昼   | ネコニスズ / シンクロニシティ / コル / 笹川ともき / マッハスピード豪速球 / ペニーズハウス / シンテンチ / ロビンソンズ / レインボー / そいつどいつ / オズワルド / アズーロ24 / シシガシラ / ヒコロヒー / アンダーパー / 化石コンパス / バベル / どんぐりたけし / さんだる                       |
| 57 | 2月22日（3月OA分）    | 夜   | わらふぢなるお / ダーヨシ / 徳原旅行 / エル・カブキ / コンコンパレード / 納言 / ジョウダンアオナナテンパイ / ラフレクラン / カラタチ / そいそ～す / 令和ロマン / さんさんず / スクールゾーン / 森本サイダー / しんぷる内藤 / コネオ・インターナショナル / えだまめズ / すこっとらんど / きつね |
| 58 | 6月20日（7月OA分）    | 昼   | ジョウダンアオナナテンパイ / じぐざぐ / さきぽん / フランスピアノ / リクロジー / 世間知らズ / 蛙亭 / まんじゅう大帝国 / キュウ / ひつじねいり / ガクヅケ / プノまろ / ママタルト / フレンチぶる / マントフフ                                                                                   |
| 58 | 6月20日（7月OA分）    | 夜   | 納言 / ザ・マミィ / コネオ・インターナショナル / ポンループ / カカロニ / みほとけ / ジュウジマル / ナイチンゲールダンス / 令和ロマン / ネイチャーバーガー / 徳原旅行 / ひようカボンバ / サツキ / マッハスピード豪速球 / バベル                                                                 |
| 59 | 7月25日（8月OA分）    | 昼   | 徳原旅行 / スーパーニュウニュウ / シティホテル3号室 / タカマッチ / ファイヤーサンダー / アンダーパー / フランスピアノ / ヒコロヒー / 森本サイダー / スクールゾーン / ワラバランス / そいつどいつ                                                                                               |
| 59 | 7月25日（8月OA分）    | 夜   | 銀兵衛 / 春組織 / さすらいラビー / 青色1号 / アントワネット / なかよし / TCクラクション / あんこ / ソロデビュー's / ブリキカラス / 男性ブランコ |
| 60 | 8月22日（9月OA分）    | 昼   | ロマン峠 / 吉住 / ストレッチーズ / ネコニスズ / まかろにステーション / たぬきごはん / ジックと国定 / 演芸おんせん / おおぞらモード / ロビンソンズ / 岡田桜井 / ペニーズハウス / ザ・シーツ / 侍スライス                                                                                        |
| 60 | 8月22日（9月OA分）    | 夜   | トンツカタン / バローズ / ジョウダンアオナナテンパイ / フランスピアノ / カカロニ / にくだわら / サスペンダーズ / 元祖いちごちゃん / マッハスピード豪速球 / ヤーレンズ / サンシャイン / ダイヤモンド                                                                                            |
| 61 | 9月19日（10月OA分）   | 昼   | 元祖いちごちゃん / TCクラクション / きしたかの / スーパーニュウニュウ / サツキ / ふぁのシャープ / 車海老のダンス / みたらし祭り / はなしょー / ムラサキケマン / タイーク / オフローズ / さんさんず / レインボー / 大自然                                                                       |
| 61 | 9月19日（10月OA分）   | 夜   | おおぞらモード / ガクヅケ / シンプソン / ポンループ / ママタルト / ザ・パーフェクト / しんぷる内藤 / ザ・マミィ / ゼンモンキー / なにわプラッチック / さすらいラビー / 納言 |
| 62 | 10月24日（11月OA分）  | 昼   | まんじゅう大帝国 / あんこ / 海野宝 / サスペンダーズ / ベルサイユ / ハウメニーピーポー / なかよし / ネギゴリラ / TCクラクション / フランスピアノ / ナミダバシ / 堀川ランプ / トキヨアキイ |
| 62 | 10月24日（11月OA分）  | 夜   | ネコニスズ / トンコツポンコツ / 徳原旅行 / ヤブキサドヤ / 森本サイダー / 竹内ズ / 燻製 / 青色1号 / ストレッチーズ / モンローズ / ママタルト / ダイヤモンド / ナイチンゲールダンス |
| 63 | 11月21日（12月OA分）  | 昼   | 演芸おんせん / ジュン / ダニエルズ / 忘れる。 / 怪奇!YesどんぐりRPG / おおぞらモード / カカロニ / くらげ / ダンビラムーチョ / 男性ブランコ / パンプキンポテトフライ / 太陽の小町 / アマレス兄弟 / ペニーズハウス / マザー・テラサワ / ネイチャーバーガー                                       |
| 63 | 11月21日（12月OA分）  | 夜   | 銀兵衛 / きしたかの / アクアキャンディー / 岡田桜井 / ヤーレンズ / レッドガオ / マリオネットブラザーズ / 素敵じゃないか / シシガシラ / アイリー / さすらいラビー / ストレッチーズ / オイカゼ / デッドリードライブ / 大仰天                                                                     |
| 64 | 12月19日（翌1月OA分） | 昼   | メルハリ / じぐざぐ / 奈良原 / ブリキカラス / 一本槍 / ガクヅケ / ツヨシッ！ / Gパンパンダ / TCクラクション / ディープインパクト仲松 / だーりんず / カナメストーン / ジョウダンアオナナテンパイ / モシモシ / うるとらブギーズ / カラタチ                                                       |
| 64 | 12月19日（翌1月OA分） | 夜   | キュウ / さんだる / たぬきごはん / ターリーターキー / トンツカタン / 笹川ともき / ファイヤーサンダー / ポンループ / スタミナパン / 松下ひもの / ぽんぽこ / 岡田桜井 / オッパショ石 / ひぐま岬                                                                                                  |

### 2021年
| 回 | 日                         | 昼夜 | 出演者 |
| -- | -------------------------- | ---- | --- |
| 65 | 1月23日（2月OA分）         | 昼   | あんこ / 竹内ズ / Groovy Rubbish / まんじゅう大帝国 / ヒノトリ / 演芸おんせん / キズマシーン / 錦鯉 / 御華坊 / ママタルト / むかしテレビ / 百獣マダム / ハリード / ニダンギア                                                                                       |
| 65 | 1月23日（2月OA分）         | 夜   | おおぞらモード / パルテノンモード / ザ・マミィ / シティホテル3号室 / きしたかの / プノまろ / クロコップ / 野田ちゃん / 本多スイミングスクール / マッハスピード豪速球 / いかすぜジョナサン / ザ・パーフェクト / フール / さすらいラビー / 青色1号                    |
| 66 | 2月20日（3月OA分）         | 昼   | ふぁのシャープ / 化石コンパス / ひつじねいり / 徳原旅行 / サツマカワRPG / 岡田桜井 / ダイヤモンド / ネコニスズ / ダニエルズ / デニス / ブリキカラス / お見送り芸人しんいち / フランスピアノ / シンクロニシティ / バッチトゥース                                     |
| 66 | 2月20日（3月OA分）         | 夜   | さきぽん / じぐざぐ / モシモシ / シノノメ / おべんとばこ / サスペンダーズ / 令和ロマン / ムラサキケマン / 大吟嬢 / ポンループ / プール / サツキ / ぽんぽこ / ジーター / 魔族                                                                                        |
| 67 | 3月20日、4月7日（4月OA分） | 昼   | 男スペシャル / ターリーターキー / マカロン / ザ・マミィ / アントワネット / めろんぱん / きしたかの / フレンチぶる / カナイ / サンシャイン / ダンビラムーチョ / 9番街レトロ / スモーキードライ / おきらく / ザ・パーフェクト                                         |
| 67 | 3月20日、4月7日（4月OA分） | 夜   | なかよし / スタミナパン / バローズ / ソロデビュー's / はなしょー / ガクヅケ / 忘れる。 / ヤーレンズ / トニーフランク / 男性ブランコ / マッハスピード豪速球 / 青色1号 / TCクラクション / シティホテル3号室                                                           |
| 68 | 4月17日（5月OA分）         | 昼   | ジャイアントジャイアン / みたらし祭り / しめじ / 森本サイダー / 河邑ミク / ストレッチーズ / 演芸おんせん / 春とヒコーキ / ゼンモンキー / ザ・シーツ ほか |
| 68 | 4月17日（5月OA分）         | 夜   | みほとけ / トンツカタン / ネギゴリラ / ベルサイユ / 土屋 / 青色1号 / サルベース / ヒノトリ / クレソン / そいつどいつ / ボニータ |
| 69 | 5月15日（6月OA分）         | 昼   | ひつじねいり / ぽんぽこ / サノライブ / フランスピアノ / まんじゅう大帝国 / 阿部物語 / サツマカワRPG / 土屋 / レインボー / あぁ我らが大将 / 素敵じゃないか / ブリキカラス / リクロジー / グリーンバンバン                                                            |
| 69 | 5月15日（6月OA分）         | 夜   | サスペンダーズ / プノまろ / よだれどり / 女将 / ディープインパクト仲松 / 竹内ズ / ナナヒトニ / ボニータ / 衝撃デリバリー / ナミダバシ / 共犯者 / もりせいじゅ / バーバラ / 納言                                                                                     |
| 70 | 6月19日（7月OA分）         | 昼   | 演芸おんせん / リップグリップ / 片倉ブリザード / ジェントルマン / ファイヤーサンダー / Gパンパンダ / じぐざぐ / 森本サイダー / 上木恋愛研究所 / おっぴゃーちゃんち / 青色1号 / モシモシ / キズマシーン / 愛ランズ / マッハスピード豪速球 / ヒューマンライジング三輪 |
| 70 | 6月19日（7月OA分）         | 夜   | きしたかの / さんだる / レッドガオ / ウェンズデイズ / 金の国 / カップルノテイ / ぬえ / アンダーパー / オートクチュール / ブラックポテ子 / エールタワー / ザ・パーフェクト / ツキオラバンカ / マリーマリー / 蟹パーティー                                            |
| 71 | 7月24日（8月OA分）         | 昼   | カカロニ / フランスピアノ / ウォーターズ / シティホテル3号室 / ゼロカラン / アイドル鳥越 / ザ・マミィ / おちもり / モシモシ / 大藤須山 / オドるキネマ / ハチカイ |
| 71 | 7月24日（8月OA分）         | 夜   | ネコニスズ / モンローズ / パンプキンポテトフライ / オートクチュール / 元祖いちごちゃん / 納言 / 青色1号 / 演芸おんせん / ひつじねいり / 春組織 / じゅるり / ジーター / コンパス / エバース                                                                          |
| 72 | 10月30日（11月OA分）       | 昼   | 人間横丁 / レッドガオ / 本多スイミングスクール / アイリー / シティホテル3号室 / ゼロカラン / フランツ / 青色1号 / さんさんず / ケビンス / サツマカワRPG / シマウマフック / コットン / THIS IS パン / 忘れる。                                                       |
| 72 | 10月30日（11月OA分）       | 夜   | ターリーターキー / ネギゴリラ / がじゅまる / マリオネットブラザーズ / 4000年に一度咲く金指 / ネコニスズ / アンコウズ / サスペンダーズ / 爆弾世紀末 / モシモシ / ネイチャーバーガー / 岡田桜井 / ストレッチーズ / むかしテレビ                                       |
| 73 | 11月20日（12月OA分）       | 昼   | バビロン / 演芸おんせん / あっぱれ婦人会 / スタミナパン / リクロジー / ミスター大冒険。/ 猫背うなぎ / ゼスト / ママタルト / 太陽の小町 / ひのこ / 百瀬さつき / 軟水 / 幸せのトナリ / 春とヒコーキ / しおさーみー                                                    |
| 73 | 11月20日（12月OA分）       | 夜   | おとぎばなし / ふぁのシャープ / ゆめちゃん / ディープインパクト仲松 / フランスピアノ / ニッキューナナ / スタンダップコーギー / 10億円 / スペースランド流星群 / モンローズ / ハッピー遠藤 / サルベース / ダニエルズ / ヤーレンズ / あゆ                              |
| 74 | 12月18日（翌1月OA分）      | 昼   | 青色1号 / ハナイチゴ / 徳原旅行 / ぽんぽこ / パルテノンモード / ダイヤモンド / 三匹 / 森本サイダー / 河邑ミク / まかろにステーション / 浜村凡平太 / キズマシーン / サツマカワRPG / 入間国際宣言 / まんじろう                                                        |
| 74 | 12月18日（翌1月OA分）      | 夜   | にぼしいわし / ストレッチーズ / フランツ / 寺田寛明 / ザ・パーフェクト / サツキ / ミケランジェロ / 永田敬介 / ジャンク / ルミ子 / まんじゅう大帝国 / ポンループ / あはは / ぬえ / ハウンドチョーカー                                                                |

### 2022年
| 回 | 日                    | 昼夜 | 出演者 |
| -- | --------------------- | ---- | --- |
| 75 | 3月26日（4月OA分）    | 昼   | ターリーターキー / ブリキカラス / ひのこ / ストレッチーズ / マリオネットブラザーズ / フランツ / ひつじねいり / 徳原旅行 / まんじゅう大帝国 / 百獣マダム / TCクラクション / チカトプライド / ガララーガ / ウェンズデイズ / サノライブ                               |
| 75 | 3月26日（4月OA分）    | 夜   | ネギゴリラ / 人間横丁 / 百瀬さつき / 幸せのトナリ / 青色1号 / おちもり / スーパーニュウニュウ / パンプキンポテトフライ / ナサ / ウォンバット / 演芸おんせん / K / フランスピアノ / マッハスピード豪速球 / 太鵬                                                     |
| 76 | 4月30日（5月OA分）    | 昼   | きしたかの / モズ / ネコニスズ / ハナイチゴ / チュランペット / こたけ正義感 / おおぞらモード / パンドラ / ルミ子 / ケビンス / バッチトゥース / カカロニ / サツキ / 永田敬介 / くらげ                                                                               |
| 76 | 4月30日（5月OA分）    | 夜   | さすらいラビー / サルベース / 竹内ズ / キャプテンバイソン / サスペンダーズ / リップグリップ / 4000年に一度咲く金指 / 元祖いちごちゃん / スタミナパン / 猫背うなぎ / 軟水 / ニモテン / 承子クラーケン                                                               |
| 77 | 5月21日（6月OA分）    | 昼   | ターリーターキー / 新作のハーモニカ / ドンココ / まんじゅう大帝国 / しびれグラムサム / レッドガオ / ハマノとヘンミ / シシガシラ / エバース / 観音日和 / きっと君はくるさ / 小仲くん / 坊あかね / むげん / プノまろ / トロピカルマーチ                              |
| 77 | 5月21日（6月OA分）    | 夜   | アンダーパー / さきぽん / ラパルフェ / ハナフダ / ヤーレンズ / センチネル / 青色1号 / 安心安全 / ディープインパクト仲松 / ミスター大冒険。/ 橘井と小池 / 素敵じゃないか / 世間知らズ / マタンゴ / ウェンズデイズ                                                   |
| 78 | 6月18日（7月OA分）    | 昼   | ストレッチーズ / さすらいラビー / Gパンパンダ / ファイヤーサンダー / さとなかほがらか / マタンゴ / ハチカイ / まんじろう / ネギゴリラ / まんぷくユナイテッド / ラタタッタ / ヨネダ2000 / 四天王 / カミグラン / ハリード                                            |
| 78 | 6月18日（7月OA分）    | 夜   | ガッチキール / レインボー / ジグロポッカ / でっかい！くぼた / 演芸おんせん / 新宿ガンツ / ダニエルズ / 大自然 / デンコーセッカ / ザ・パーフェクト / さんぽ / むかしテレビ / ブリキカラス / 10億円 / フランスピアノ                                                 |
| 79 | 7月30日（8月OA分）    | 昼   | きしたかの / モズ / スーパーニュウニュウ / エイトブリッジ / あそび / バローズ / 緑ヶ丘 / 金魚番長 / 安心安全 / マジメニマフィン / 太陽の小町 / 青色1号 / サツキ / ニモテン / オドるキネマ / 徳原旅行 / 令和ロマン                                                  |
| 79 | 7月30日（8月OA分）    | 夜   | ゼロカラン / フランツ / 演芸おんせん / ポンループ / 駆け抜けて軽トラ / 百瀬さつき / さんだる / ネイチャーバーガー / ネコニスズ / 倉田花火大会 / 怪奇!YesどんぐりRPG / ストレッチーズ / カカロニ                                                                    |
| 80 | 8月20日（9月OA分）    | 昼   | 青色1号 / 群青団地 / TCクラクション / まんじゅう大帝国 / 人間横丁 / スパイシーガーリック / 竹内ズ / らびっとピーチ / ゼスト / スーパーニュウニュウ / THIS IS パン / タニャロー / ヤーレンズ / スタミナパン / さんぽ / 金澤TKCファクトリー                          |
| 80 | 8月20日（9月OA分）    | 夜   | さすらいラビ― / 本多スイミングスクール / シティホテル3号室 / 森本サイダー / パンドラ / 豆鉄砲 / チュランペット / ウェンズデイズ / キャノンすえなが / 演芸おんせん / 令和ロマン / オトメタチ / 元祖いちごちゃん / さとなかほがらか / バッチトゥース / あいぼりぃず  |
| 81 | 10月29日（11月OA分）  | 昼   | まんじゅう大帝国 / しびれグラムサム / まかろにステーション / じゅるり / スーパーニュウニュウ / 青色1号 / ハマノとヘンミ / さすらいラビー / ゼンモンキー / 竹内ズ / バローズ / 超リフレイン / 金魚番長 / アーシングステップ / 右手でグーパンチ / ポテトカレッジ     |
| 81 | 10月29日（11月OA分）  | 夜   | フランスピアノ / 駆け抜けて軽トラ / もめんと / ケイト・タカハシ / 演芸おんせん / スパイシーガーリック / 大仰天 / ネギゴリラ / ミスター大冒険 / マイアミバスケットボールクラブ / ガララーガ / ナイチンゲールダンス / ドンデコルテ / そいつどいつ / ぎょねこ         |
| 82 | 11月19日（12月OA分）  | 昼   | サノライブ / 梵天 / 承子クラーケン / 百獣マダム / 春とヒコーキ / 藻 / 人間横丁 / Gパンパンダ / ポンループ / レインマンズ / こたけ正義感 / インテイク / まんじろう / ぶっこきんぐ / ママタルト                                                                      |
| 82 | 11月19日（12月OA分）  | 夜   | ストレッチーズ / さんだる / さとなかほがらか / マジメニマフィン / リップグリップ / ガクヅケ / マタンゴ / あおいちゃん / いろはラムネ / ジグロポッカ / 坊あかね / 森本サイダー / いかすぜジョナサン / 御華坊 / 狛犬 / Now on sale                                   |
| 83 | 12月17日（翌1月OA分） | 昼   | きしたかの / 安原カラス / マタンゴ / マードック / スタミナパン / もじゃ / ソルトレイク / フライドポテト / アルバカーキ / 元祖いちごちゃん / とらふぐ / 右手でグーパンチ / チャコールゾーン / 橘井と小池 / パンプキンポテトフライ / 8月22日の彼女 / テキセツの街    |
| 83 | 12月17日（翌1月OA分） | 夜   | スーパーニュウニュウ / グラム / アーシングステップ / TCクラクション / チカトプライド / 片倉ブリザード / 鎌 / 永田敬介 / スパイシーガーリック / ネギゴリラ / マリオネットブラザーズ / めぞん / エバース / 太陽の小町 / ブリキカラス / さくらす岡田 / 素敵じゃないか |

### 2023年
| 回 | 日                   | 昼夜 | 出演者 |
| -- | -------------------- | ---- | --- |
| 84 | 1月28日（2月OA分）   | 昼   | バッチトゥース / おべんとばこ / マタンゴ / カカロニ / 青色1号 / さすらいラビー / ジャンク / シティホテル3号室 / 怪奇!YesどんぐりRPG / 鶴亀 / 11月のリサ / ねじれネジ / ベルサイユ / さとなかほがらか / キングマン / 安心安全                                                     |
| 84 | 1月28日（2月OA分）   | 夜   | ママタルト / サツキ / レモンと炭酸 / ガクヅケ / フランスピアノ / 群青団地 / アンダーパー / いろはラムネ / もぐら大戦争 / ハチカイ / 友田オレ / ネイチャーバーガー / オタサーのヒメ / コイオドリ / ヤダヤムクン / マードック                                                      |
| 85 | 2月18日（3月OA分）   | 昼   | ストレッチーズ / センチネル / マイアミバスケットボールクラブ / 金澤TKCファクトリー / アイドル鳥越 / スクースクータイム / レインマンズ / 10億円 / おべんとばこ / 安原カラス / ドンデコルテ / しびれグラムサム / ヤダヤムクン / レーズンダイナマイト / ポテトカレッジ / 太陽の小町 |
| 85 | 2月18日（3月OA分）   | 夜   | ハマノとヘンミ / もりせいじゅ / 橘井と小池 / バローズ / スパイシーガーリック / 森本サイダー / ルミ子 / ディープインパクト仲松 / もめんと / マリーマリー / シシガシラ / おしんこきゅう / 素敵じゃないか / ニモテン / ぺんとはうす / ニモテン                                      |
| 86 | 3月18日（4月OA分）   | 昼   | 翠星チークダンス / チェリー大作戦 / 鬼としみちゃむ / ZUMA / 20世紀 / マイスイートメモリーズ / 軍艦 / ソマオ・ミートボール / オーパスツー / 骨付きバナナ / 風穴あけるズ / おっさんデビュー / 三遊間 / たくろう / ともだち                                                         |
| 86 | 3月18日（4月OA分）   | 夜   | ラニーノーズ / もも / バッテリィズ / にぼしいわし / オーサカクレオパトラ / ボニーボニー / 爛々 / 滝音 / ダブルヒガシ / ドーナツ・ピーナツ / 丸亀じゃんご / 真輝志 / 涼風 / アオイサカナ / ダンス・ダンス・ダンス                                                                 |
| 87 | 4月29日（5月OA分）   | 昼   | ブリキカラス / スーパーニュウニュウ / 孫ダッシュ / 村上、元気そうでよかった / ハマノとヘンミ / おちもり / マルセイユ / シカゴ実業 / 右手でグーパンチ / 人間横丁 / スパイシーガーリック / 小松海佑 / 8月22日の彼女 / 豆鉄砲 / ジャンボタニシ / マードック                         |
| 87 | 4月29日（5月OA分）   | 夜   | 森本サイダー / ガクヅケ / 田中太郎 / TCクラクション / 群青団地 / 青色1号 / バッチトゥース / バローズ / 雨傘 / ママタルト / マンマーレ / ヤダヤムクン / きみがすきだよ / イチゴ / まんぷくユナイテッド                                                                            |
| 88 | 5月27日（6月OA分）   | 昼   | さすらいラビー / ストレッチーズ / あおいちゃん / ネギゴリラ / フタリシズカ / ダニエルズ / ダブルグッチー / フランスピアノ / さとなかほがらか / 都トム / オタサーのヒメ / パンドラ / 太陽の小町 / ママタルト / ハナフダ / ポテトカレッジ                                          |
| 88 | 5月27日（6月OA分）   | 夜   | モシモシ / センチネル / 野良凡夫 / 永田敬介 / えびしゃ / チュランペット / シティホテル3号室 / そいそ～す / ナイチンゲールダンス / マイアミバスケットボールクラブ / ガクヅケ / プロポーズ / ネイチャーバーガー / ザ・パーフェクト / ムラタケ / ヤダヤムクン                       |
| 89 | 6月24日（7月OA分）   | 昼   | ポンループ / レインマンズ / キャプテンバイソン / ソルトレイク / 徳原旅行 / 安原カラス / ゼロカラン / フライドポテト / 青色1号 / シンクロニシティ / 村民代表南川 ほか |
| 89 | 6月24日（7月OA分）   | 夜   | ケビンス / 金澤TKCファクトリー / 人間横丁 / コードレス化ポルカ / 春組織 / マタンゴ / おおぞらモード / ラヴィンラフィン / ねじれネジ / ニモテン ほか |
| 90 | 7月29日（8月OA分）   | 昼   | みたらし祭り / メメ識 / ブリキカラス / オタサーのヒメ / スーパーニュウニュウ / レーズンダイナマイト / フランツ / ツンツクツン万博 / 青色1号 / ぶたマンモス / アルバカーキ / 耕し / マジメニマフィン / ミカボ / レモンコマドリ / 藤原直樹×藤原直樹                                |
| 90 | 7月29日（8月OA分）   | 夜   | うちまつげ / あおいちゃん / 駆け抜けて軽トラ / ウォーターズ / フーセンつばめ / まんじゅう大帝国 / サルベース / さすらいラビー / 令和ロマン / ミヤコジマ / ママタルト / パンプキンポテトフライ / 安心安全 / しだん家 / アーシングステップ / ヤダヤムクン                          |
| 91 | 9月2日（9月OA分）    | 昼   | 森本サイダー／河邑ミク／孫ダッシュ／TCクラクション／スパイシーガーリック／キャプテンバイソン／センチネル／雨色天気／ニモテン／ナイチンゲールダンス／太陽の小町／スペースランド流星群／ひらおか族／大豆のソコヂカラ／レーズンダイナマイト                                         |
| 91 | 9月2日（9月OA分）    | 夜   | 四天王／スタミナパン／さんだる／ネギゴリラ／春日向のように／ソルトレイク／猫怪獣／サンダーバード／マリーマリー／銀麦ヤンマ／メリージェーン／リップグリップ／けんぞう／鈴木バイダン／イワサキ                                                                                     |
| 92 | 9月30日（10月OA分）  | 昼   | 共犯者／レインマンズ／バローズ／源川／スーパーニュウニュウ／右手でグーパンチ／ガールズナイト／兄弟／耕し／金澤TKCファクトリー／サルベース／ハマノとヘンミ／おちもり／キングマン／フーセンつばめ／アーシングステップ／ハウンドチョーカー                                          |
| 92 | 9月30日（10月OA分）  | 夜   | 駆け抜けて軽トラ／忠犬立ハチ高／人間横丁／雨傘／マタンゴ／かすて蘭／SHUNSUKE／群青団地／タワー／さんぽ／めぞん／太陽の小町／キャノンすえなが／ニモテン／サツキ |
| 93 | 11月25日（12月OA分） | 昼   | マリオネットブラザーズ／ハマノとヘンミ／青色1号／春日向のように／キャプテンバイソン／十九人／マタンゴ／リップグリップ／家族チャーハン／エバース／シティホテル3号室／相性はいいよね／ウバーバ／フランスピアノ／ジャガモンド                                                       |
| 93 | 11月25日（12月OA分） | 夜   | おちもり／センチネル／スパイシーガーリック／まぐろ兄弟／10億円／グラム／軟水／プール／マリーマリー／インテイク／レーズンダイナマイト／ムラタケ／ディープインパクト仲松／たからの地図／本多スイミングスクール                                                                     |
| 94 | 12月23日（1月OA分）  | 昼   | ダーヨシ／レインマンズ／ミスター大冒険。／雨色天気／江戸マリー／Gパンパンダ／マタンゴ／ハットリ乾燥／サルベース／同期の休日／大仰天／まんじゅう大帝国／ケビンス／きつね日和／耕し                                                                                                |
| 94 | 12月23日（1月OA分）  | 夜   | にぼしいわし／ダブルグッチー／金澤TKCファクトリー／牛鬼／豆鉄砲／プノまろ／ストレッチーズ／源川／めっちゃ最高ズ／人間横丁／ジャンボタニシ／イチゴ／アメリカンBBチキン／ダイヤモンド／ステーキハウス五十嵐                                                                        |

### 2024年
| 回  | 日                   | 昼夜 | 出演者 |
| --- | -------------------- | ---- | --- |
| 95  | 1月20日（2月OA分）   | 昼   | シカゴ実業 / 世間知らズ / ゆめまなこ / とらふぐ / 徳原旅行 / けんぞう / スタミナパン / 小仲くん / みたらし祭り / ソルトレイク / ふくらすずめ / ナチョス。 / はぐれ吉兆 / ナユタ / ジョウダンアオナナテンパイ                                                    |
| 95  | 1月20日（2月OA分）   | 夜   | シンクロニシティ / おふろ / 元祖いちごちゃん / 春組織 / こうたろう / 孫ダッシュ / チカトプライド / 忠犬立ハチ高 / 兄弟 / キャプテンバイソン / あおいちゃん / 梵天 / センチネル / きつね日和 / さんぽ / ダニエルズ / 鎌                                          |
| 96  | 2月24日（3月OA分）   | 昼   | 侍スライス / 丸亀じゃんご / ぎょうぶ / ファンファーレと熱狂 / 隣人 / オーパスツー / 骨付きバナナ / シンバルモンキー / フースーヤ / イノシカチョウ / 真輝志 / 三遊間 / 涼風 / ばかんす / ボニーボニー                                                            |
| 96  | 2月24日（3月OA分）   | 夜   | 鬼としみちゃむ / たくろう / 翠星チークダンス / ジョックロック / ラニーノーズ / ハスキーポーズ / ブルーウェーブ / もも / ソマオ・ミートボール / ぐろう / タイムキーパー / パーティーパーティー / アオイサカナ / 巻物ズ / ハヤイカガヤイ / はるかぜに告ぐ         |
| 97  | 3月30日（4月OA分）   | 昼   | 素敵じゃないか / ドンデコルテ / 青色1号 / 医者とおばあちゃん / ぬえ / 骨付きバナナ / レインマンズ / 徳原旅行 / オンリー2 / かが屋 / キャプテンバイソン / レーズンダイヤモンド / アリオス / しんや                                                               |
| 97  | 3月30日（4月OA分）   | 夜   | オフローズ / おミュータンツ / サルベース / さすらいラビー / マリオネットブラザーズ / トワイライト渚 / ウォーターズ / フランスピアノ / あおいちゃん / ひらおか族 / ハナフダ / レモンと炭酸 / アルバカーキ / めしあがれ / Now on sale                             |
| 98  | 4月20日（5月OA分）   | 昼   | ムームー大陸 / 生ファラオ / にゅ〜くれ〜ぷ / ロックス / ジョウダンアオナナテンパイ / 河邑ミク / ダブルグッチー / 春とヒコーキ / 春組織 / かが屋 / コイオドリ / ルミ子 / 金澤TKCファクトリー / まぐろ兄弟 / おはよう和山                                         |
| 98  | 4月20日（5月OA分）   | 夜   | ド桜 / ミカボ / ぶったま / ナオ・デストラーデ / モシモシ / 素晴らしき人生 / ダーヨシ / 本多スイミングスクール / ガールズナイト / ガクヅケ / こうたろう / 鳥谷尾だいき / さんぽ / ムラタケ / バローズ / 永田敬介                                                 |
| 99  | 5月26日（6月OA分）   | 昼   | 狛犬 / ツンツクツン万博 / 忠犬立ハチ高 / ママタルト / 徳原旅行 / オンリー2 / ブリキカラス / 風穴あけるズ / 耕し / 人間横丁 / みたらし祭り / ストレッチーズ / ぷぅ / お正月 / 破壊ありがとう                                                                     |
| 99  | 5月26日（6月OA分）   | 夜   | ワンパンの仲松 / 9番街レトロ / 大自然 / ゼロカラン / わっきゃい / グータン森山 / ガクヅケ / おちもり / おおぞらモード / 太陽の小町 / オッパショ石 / 観音日和 / ねこじゃらし / 源川 / 海底金融                                                                   |
| 100 | 6月30日（7月OA分）   | 昼   | 家族チャーハン / しびれグラムサム / ぎょねこ / ドリルフィンフィンズ / キャプテンバイソン / カナイ / 村上、元気そうでよかった / どくさいスイッチ企画 / かが屋 / 浜村凡平太 / フランスピアノ / サルベース / 猫怪獣 / ムーンライトお嬢様 / グリーンランプ / さんぽ |
| 100 | 6月30日（7月OA分）   | 夜   | めぞん / ナイチンゲールダンス / まんぷくユナイテッド / ガールズナイト / あおいちゃん / 金星8畳 / リバーマン / おべんとばこ / デンドロビーム / 無尽蔵 / 孫ダッシュ / TCクラクション / おミルク / 金澤TKCファクトリー / 耕し                                      |
| 101 | 7月21日（8月OA分）   | 昼   | 伝書鳩 / MAUMAU / 無尽蔵 / いしい蟹親友侍 / 村上、元気そうでよかった / ママタルト / ポテトカレッジ / 鈴木ジェロニモ / サイヤング / ストレッチーズ / アルバカーキ / リップグリップ / マタンゴ / 春日向のように / イチゴ                                          |
| 101 | 7月21日（8月OA分）   | 夜   | インテイク / ボブのコーラ / ブラゴーリ / ハッスル女王 / マリオネットブラザーズ / 森本サイダー / ささきら / 豆鉄砲 / エクソシストまーくん / フタリシズカ / スタミナパン / サツキ / ボートヨットカヌー / おはよう和山 / レインマンズ                              |
| 102 | 8月24日（9月OA分）   | 昼   | ミカボ / 藤元達弥 / ロックス / ハマノとヘンミ / 未来の油田 / らくちんペクチン / ももグミ / 元祖いちごちゃん / 耕し / にょぼりげ / ポテトカレッジ / キャプテンバイソン / ぷぅ / きつね日和 / まぐろ兄弟                                                          |
| 102 | 8月24日（9月OA分）   | 夜   | シシガシラ / シカゴ実業 / ネイチャーバーガー / アリオス / ザ・ダッチライフ / リバーマン / あおいちゃん / グリーンランプ / オタサーのヒメ / 炭酸水 / チルダーリー / わっきゃい / 相性はいいよね / 無尽蔵 / ウォーターズ / どくさいスイッチ企画                   |
| 103 | 9月21日（10月OA分）  | 昼   | ミスター大冒険。 / めぞん / セッツァー / 右手でグーパンチ / フランツ / スパイシーガーリック / キャラメルパンダ / まかろにステーション / ジグロポッカ / 豆鉄砲 / おミルク / トップガン / 共犯者 / サルベース / お笑い                                            |
| 103 | 9月21日（10月OA分）  | 夜   | おおぞらモード / シンクロニシティ / しびれグラムサム / 鎌 / さきぽん / みたらし祭り / ワンパンの仲松 / ぎょねこ / ナチョス。 / ボートヨットカヌー / 金澤TKCファクトリー / おーしゃんず / 相性はいいよね / いかすぜジョナサン / さんぽ / アホロートル            |
| 104 | 11月23日（12月OA分） | 昼   | ミスター大冒険。 / 金色グラフティ / きつね日和 / 四天王 / スーパーサイズ・ミー / ジャンク / 忠犬立ハチ高 / ぎょねこ / ガクヅケ / コリアンチョップスクワッド / 青色1号 / ブラゴーリ / レーズンダイナマイト / 太陽の小町 / 藤元達弥 / 金澤TKCファクトリー         |
| 104 | 11月23日（12月OA分） | 夜   | おおぞらモード / しだん家 / まぐろ兄弟 / 春日向のように / さんぽ / ジグロポッカ / フタリシズカ / サンタモニカ / 春組織 / グラム / 鉄人小町 / 家族チャーハン / コイヌマン / おミュータンツ / ぷぅ / ダブルグッチー                                               |
| 105 | 12月21日（1月OA分）  | 昼   | 太鵬 / シンクロニシティ / グリーンランプ / 耕し / 世間知らズ / 承子クラーケン / センチネル / バターヤング / オンリー2 / 村上、元気そうでよかった / アルバカーキ / 香呑 / ポテトカレッジ / さとなかほがらか / みたらし祭り / オッパショ石 / 孫ダッシュ           |
| 105 | 12月21日（1月OA分）  | 夜   | プール / ボブのコーラ / 兄弟 / ゆめまなこ / サルベース / 天明ブラウン / 江戸川ジャンクジャンク / ぎょねこ / 阿部物語 / マタンゴ / ガクヅケ / 相性はいいよね / 素晴らしき人生 / 大吟嬢 / バローズ / 鈴木ジェロニモ                                               |

### 2025年
| 回  | 日                 | 昼夜 | 出演者 |
| --- | ------------------ | ---- | --- |
| 106 | 1月25日（2月OA分） | 昼   | ゼロカラン / 狛犬 / アズーロ24 / ムーンライトお嬢様 / サノライブ / ハマノとヘンミ / まぐろ兄弟 / あおいちゃん / 今夜も星が綺麗 / ホタルイカ / 豆鉄砲 / ボートヨットカヌー / ブリキカラス / MAUMAU / 春組織 / ベルナルド                                          |
| 106 | 1月25日（2月OA分） | 夜   | 軟水 / 11月のリサ / イワサキ / 元祖いちごちゃん / ソルトレイク / 花ブービー / まんじゅう大帝国 / 藤元達弥 / 江戸マリー / 伏見住吉少年 / 無尽蔵 / マンマーレ / ムラタケ / ランフィッシュ / ラクイチラクザ / こゝろ / コイオドリ                                   |
| 107 | 2月22日（3月OA分） | 昼   | 茜250cc / イノシカチョウ / やました / 牛ペペ / タチマチ / いつもたいしゃ / マーメイド / 愛凛牙 / 白桃ピーチよぴぴ / 涼風 / ハヤイカガヤイ / オーパスツー / ハスキーポーズ / のはこ / 真輝志                                                                      |
| 107 | 2月22日（3月OA分） | 夜   | ぎょうぶ / はるかぜに告ぐ / 翠星チークダンス / イチオク / 鬼としみちゃむ / 三遊間 / 例えば炎 / ライムギ / ボニーボニー / 駐輪ガム / フースーヤ / 水泳部 / ジェームズ                                                                                             |
| 108 | 3月29日（4月OA分） | 昼   | ド桜 / 伝書鳩 / 11月のリサ / インテイク / ガクヅケ / 徳原旅行 / 豆鉄砲 / リバーマン / ウォーターズ / デパルマ / 春日向のように / ロボドカーン / デンドロビーム / 素晴らしき人生 / 耕し / ポテトカレッジ                                                          |
| 108 | 3月29日（4月OA分） | 夜   | ドンデコルテ / めぞん / イチゴ / でぃ / ジグロポッカ / ベンジェンス / レインマンズ / スパイシーガーリック / 雨傘 / ボートヨットカヌー / さんぽ / それもまた一興 / 金澤TKCファクトリー / ハニカムズ / 安心安全 / ひらおか族                                       |
| 109 | 4月26日（5月OA分） | 昼   | オフローズ / 家族チャーハン / アロハペンギン / テキセツの街 / おおぞらモード / バローズ / タルタル関数 / センチネル / ジャンボタニシ / 潮風 / ベルナルド / ナチョス。 / コリアンチョップスクワッド / エクソシストまーくん                                        |
| 109 | 4月26日（5月OA分） | 夜   | ミカボ / 世界クジラ / 喫茶ムーン / グリーンランプ / モシモシ / 金色グラフティ / 人間横丁 / アルバカーキ / オッパショ石 / トワイライト渚 / 風穴あけるズ / 江戸川ジャンクジャンク                                                                                  |
| 110 | 5月24日（6月OA分） | 昼   | マリーマリー / ピュート /[生ファラオ / アリハガ / 元祖いちごちゃん / おおぞらモード / ワンパンの仲松 / 忠犬立ハチ高 / ママタルト / サイヤング / ジョニーヘンドリクス / フタリシズカ / 源川 / 写実派 / さとなかほがらか / にわのももか                            |
| 110 | 5月24日（6月OA分） | 夜   | ゼロカラン / おミュータンツ / GOLF / レーズンダイナマイト / シャンソン姉さん / ガングリオン / サルベース / デッチボックス / アリオス /テツロー / ソルトレイク / フーセンつばめ / コイオドリ / 耕し / ボートヨットカヌー / さんぽ / ジャック・ロラン              |
| 111 | 6月21日（7月OA分） | 昼   | 狛犬 / 私東京 / 世間知らズ / 惹女香花 / めろんぱん / まんじゅう大帝国 / 村上、元気そうでよかった。 / ザ・マミィ / めっちゃ最高ズ / 仙水 / センチネル / 村民代表南川 / チェリーボンボン / 破壊ありがとう / さんぽ / お宿 / とんたくと                             |
| 111 | 6月21日（7月OA分） | 夜   | 大王 / 伝書鳩 / 11月のリサ / フランスピアノ / ダブルグッチー / ブリキカラス / 共犯者 / 炭酸水 / ガールズナイト / あおいちゃん / 梵天 / ゆずの花/ 相性はいいよね / 豆鉄砲 / ジグロポッカ / マボロシ                                                               |
| 112 | 7月19日（8月OA分） | 昼   | ナイチンゲールダンス / クニサダ / けいごステファニー / 安心安全 / 喫茶ムーン / 金澤TKCファクトリー / 耕し / 孫ダッシュ / アホガード / トワイライト渚 / 人間横丁 / タルタル関数 / オッパショ石 / ダイショウ / ぶっこきんぐ                                        |
| 112 | 7月19日（8月OA分） | 夜   | プール / シネマ特区 / 元祖いちごちゃん / ヨネダ2000 / 観音日和 / ポテトカレッジ / ムカイワンダーランド / ロックス / トビー / デンドロビーム / ハルひなた / トツカミツカ / シークレットレボリューション / ボートヨットカヌー / 藤元達弥 / スゲーニョ / リバーマン |
| 113 | 8月16日（9月OA分） | 昼   | 春とヒコーキ / ウォーターズ / ハニカムズ / 村上、元気そうでよかった。/ エリー / 梵天 / 源川 / 太鵬 / エビカレンダー / ソルトレイク / ゑびせん / おとうふ / トップガン / 金澤TKCファクトリー / 中華兄弟                                                           |
| 113 | 8月16日（9月OA分） | 夜   | メンコイ / ヤッホイ / レインマンズ / ミスター大冒険。 / 足腰げんき教室 / ナチョス。 / オンリー2 / おさかな☆キラリ / ゼロカラン / サルベース / あおいちゃん / ガタロウ / お宿 / ふじおマーベリック / 共犯者                                                       |

## チャンピオンLIVE

### 2015年
開催日時・場所
10月12日 全電通ホール
優勝
ニューヨーク
出場者
S×L、ジグザグジギー、湘南デストラーデ、相席スタート、モグライダー、メイプル超合金（ここまで4月から9月の月間チャンピオン）、ニューヨーク、ヤーレンズ、エル・カブキ、ANZEN漫才（ワイルドカード）
優勝特典
冠番組「ニューヨークの『この時間、アンテナ調整してるんだったらやらせてください』」（2015年12月13日（日）25:00 - 27:00）

### 2016年
開催日時・場所
10月15日 浜離宮朝日ホール
優勝
空気階段
出場者
2015年11月〜2016年9月の月間チャンピオン11組（エル・カブキ、ラブレターズ、ヤーレンズ、わらふぢなるお、錦鯉、ゆにばーす、カミナリ、ウエストランド、ピーマンズスタンダード、ロビンソンズ、空気階段）
優勝特典
冠特番「空気階段のRADIO ESCALATOR（ラジオエスカレーター）」（2016年12月11日（日）25:00 - 27:00）

### 2017年
開催日時・場所
10月14日 ニッショーホール
優勝
空気階段
出場者
2016年11月〜2017年9月の月間チャンピオン11組（ルシファー吉岡、ペンギンズ、やさしいズ、空気階段、エル・カブキ、ななまがり、カントリーズ、まんじゅう大帝国、ロビンソンズ、湘南デストラーデ、岡野陽一）
優勝特典
冠特番「空気階段の踊り場大回転」（2017年12月10日 25:00 - 27:00）

### 2018年
開催日時・場所
10月13日 よみうりホール
優勝
やさしいズ
マイナビ賞
ネルソンズ
出場者
2017年11月〜2018年9月の月間チャンピオン11組（ゾフィー、ゆにばーす、岡野陽一、レインボー、ロビンソンズ、やさしいズ、ガクヅケ、真空ジェシカ、ネルソンズ、アイロンヘッド、吉住）
優勝特典
冠特番「やさしい2時間」（2018年12月9日 25:00 - 27:00）

### 2019年
開催日時・場所
11月23日 よみうりホール
優勝
真空ジェシカ
マイナビ賞
トンツカタン
出場者
2018年11月〜2019年10月の月間チャンピオン12組（まんじゅう大帝国、ダンビラムーチョ、ななまがり、かが屋、ギフト☆矢野、トンツカタン、宮下草薙、ザ・マミィ、錦鯉、納言、ママタルト、真空ジェシカ）
優勝特典
冠特番「ラジオ父ちゃん」（2019年12月15日 25:00 - 27:00）

### 2020年
開催日時・場所
10月17日 よみうりホール
優勝
オズワルド
マイナビ賞
ファイヤーサンダー
出場者
2019年11月〜2020年4月・2020年7月〜9月までの月間チャンピオン9組（ヤーレンズ、ラランド、ぼる塾、錦鯉、オズワルド、カラタチ、蛙亭、ファイヤーサンダー、吉住）
優勝特典
冠特番「ほら！ここがオズワルドさんち！」（2020年12月27日 25:00 - 27:00）

### 2021年
開催日時・場所
10月16日 よみうりホール
優勝
金の国
マイナビ賞
そいつどいつ
出場者
2020年11月〜2021年9月の月間チャンピオン11組（スーパーニュウニュウ、ナイチンゲールダンス、シシガシラ、キュウ、ママタルト、令和ロマン、TCクラクション、そいつどいつ、サスペンダーズ、金の国、演芸おんせん）
優勝特典
冠特番「金の国のたまごどんぶり」（2021年12月19日 25:00 - 27:00）

### 2022年
開催日時・場所
10月15日 よみうりホール
優勝
サスペンダーズ
マイナビ賞
TCクラクション
出場者
2021年11月〜2022年1月・4月〜9月の月間チャンピオン9組（モシモシ、ママタルト、ガクヅケ、パンプキンポテトフライ、サスペンダーズ、シシガシラ、大自然、きしたかの、TCクラクション）
優勝特典
冠特番「サスペンダーズの馬場歩き」（2022年12月18日 25:00 - 27:00）

### 2023年
開催日時・場所
11月11日 一ツ橋ホール
優勝
金魚番長
マイナビ賞
ストレッチーズ
出場者
2022年11月〜2023年10月の月間チャンピオン12組（金魚番長、春とヒコーキ、きしたかの、怪奇!YesどんぐりRPG、10億円、鬼としみちゃむ、マルセイユ、ストレッチーズ、シンクロニシティ、令和ロマン、キャプテンバイソン、金澤TKCファクトリー）
優勝特典
冠特番「金魚番長のコメリンZ」（2023年12月17日 25:00 - 27:00）

### 2024年
開催日時・場所
11月9日  よみうりホール
優勝
かが屋
マイナビ賞
めぞん
出場者
2023年12月〜2024年10月の月間チャンピオン11組（エバース、まんじゅう大帝国、センチネル、ジョックロック、さすらいラビー、春とヒコーキ、9番街レトロ、かが屋、ポテトカレッジ、元祖いちごちゃん、めぞん）
優勝特典
冠特番「かが屋のヨモギRide on！」（2024年12月22日 25:00-27:00）

## イベント
2024年10月19日によみうりホールで歴代のチャンピオン8組（ニューヨーク、空気階段、やさしいズ、真空ジェシカ、オズワルド、金の国、サスペンダーズ、金魚番長）による「マイナビ Laughter Night GRAND STAGE」と題したライブが行われた。

## スタッフ
- プロデューサー：志田卓[2][3][4]
- 監督/演出：越崎恭平[12]
- 制作：TBSプロネックス
- 製作著作：TBSラジオ